# La Corunya
La Corunya (en gallec i oficialment: A Coruña) és un municipi i una ciutat situada al nord-oest de Galícia, banyada per l'oceà Atlàntic. És la capital de la província de la Corunya i de la comarca homònima i va ser la capital de Galícia entre 1563 i 1981. És el segon municipi més poblat de Galícia per darrere de Vigo, però el seu nucli urbà és el més poblat de la comunitat.
És un important port històric. El centre de la ciutat es troba en una petita península situada entre la ria de la Corunya i la badia de l'Orzán. Una de les característiques més notables que identifiquen la Corunya són les galeries i els miradors de les nombroses cases del segle xix, que van donar a la Corunya el sobrenom de “Ciutat de Vidre” (Cidade de Cristal).

## Topònim

### Origen
Hi ha moltes teories sobre això, des ètims indoeuropeus (incloent celtes) o llatins:
- Diverses fonts assenyalen un origen romà. D'una banda la possible evolució des del llatí acrunia = Península, que passaria com fals article a Crunia>la Crunia. Procés similar a Agrela (diminutiu d'Agra = terra de cultiu)> a grelos. En temps de Ferran II de Lleó (segle xii) apareix documentat el topònim Crunia, en un escrit de 1262 apareix en un escrit La Crunia. Els noms Curunia, Crunnia i Crunna són freqüents en l'edat mitjana.
- Un altre possible origen llatí és corona = Lloc alt, amb nombroses variants en gallec: Curuto, Curota, Corot, cor. Hi ha correspondències toponímiques europees, en anglès, suec, txec, etc.
- Per a altres (V. Caridad Arias) Corunya es basa en el nom de corono o Cronos, que també es va dir Açores, Grono, Goron, Gronwy en gal·lès, etc. Cal recordar que les Columnes d'Hèrcules van ser també anomenades Columnes de Cronos. Aquests noms es refereixen a la divinitat celeste suprema que els grecs van anomenar Cronos, paraula el qual radical conté la idea de «l'alt», «l'elevat», «la muntanya», d'on procedeixen els noms d'Acre, Accra, i la acròpolis, les ciutats a la part alta.
- La forma celta del nom Cronos és cruinne, antiga divinitat suprema, equivalent al Saturn romà. Donada la tendència celta a l'anticipació de la "i" desinencial, aquest nom equival a Crunni, i pot ser la forma gaèlica més immediata del nom epònim de Crunia o Cruña.
- Un topònim d'arrel celta és Clunia, que va poder derivar Crunnia, Cruña, Curuña i Corunya. Una localitat amb nom similar,Coruña del Conde (província de Burgos), era Clunia Sulpícia. A Portugal hi ha un lloc anomenat Quinta da Corunha l'origen sembla el d'una família de la Corunya gallega.
- Una altra via suposa una derivació del topònim Corunya des Cornia atribuint a banya geogràfic, com la regió britànica de Cornwall, que té aquesta forma, procedeix del terme desfile (Kernyw en celta), molt semblant al nom del déu Kernunos. Autors grecs (Scylax, Diodor de Sicília ...) van parlar, a més, d'una illa o península (Nesos) a la costa atlàntica d'Àfrica anomenada igualment desfile. La paraula banya (llatí Cornus) es diu kerasos en grec, amb la mateixa arrel Ker-que el topònim desfile.
- Una estesa teoria apunta a l'arrel preromana Cor- (també Car-) amb el significat «roca, duresa, pedra al costat del mar». Diverses paraules cèltiques i mediterrànies suggereixen l'arrel indoeuropea. La coincidència de topònims a la zona serveix de referent als defensors d'aquesta versió: Corcubión, Corme, Cariño, Carnota, Corrubedo, etc.
- També hi ha les denominacions d'A Cruña/A Crunha, gairebé en desús.

### Denominació oficial

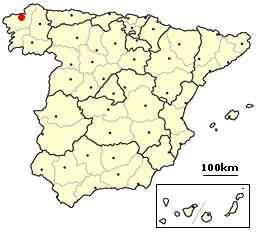
Localització en la mapa provincial

- A Coruña és la denominació en gallec i també l'única oficial d'acord amb la Llei 3/1983[4] de la Xunta de Galicia.
- La Coruña és la denominació tradicional en espanyol recomanada per la Reial Acadèmia Espanyola.[5] Va ser oficial fins al 1983.
- Coruña és la forma del topònim sense l'article, d'ús freqüent i comú a ambdues llengües, d'ús col·loquial molt habitual entre corunyesos.
- la Corunya és l'exònim en català.

En el cas del municipi, el novembre de 2004 l'ajuntament va aprovar un acord plenari de pretenia emparar-se en la Llei de Grans Ciutats per establir la cooficialitat de les dues formes toponímiques, incomplint l'esmentada llei de normalització lingüística. Aquesta decisió d'admetre la doble denominació «A Coruña / La Coruña» en l'àmbit municipal ha estat anul·lada pel Tribunal Superior per considerar que una norma municipal no pot derogar la Llei gallega 3/1983 de normalització lingüística que en el seu article número 10 especifica que «els topònims de Galícia tindran com a única forma oficial la gallega».
Actualment diversos sectors segueixen defensant afegir La Coruña a la forma oficial, emparant-se en la Constitució espanyola de 1978. Denuncien que aquesta es vulnera en no permetre utilitzar l'espanyol, llengua oficial, per nomenar una ciutat i incloure en documents oficials, i que cap llei autonòmica pot estar per sobre de la Constitució.
El topònim de la ciutat és un dels pocs que té diverses formes segons les diferents llengües: en castellà La Coruña, en anglès Corunna o The Groyne, en francès La Corogne, en portuguès Corunha, etc. En esperanto se'n diu Korunjo.

### Gentilici
Els habitants de la Corunya són «corunyesos» i «corunyeses»; en gallec i castellà, coruñeses i coruñesas.

## Símbols

Escut de la Corunya.

El característic escut de la ciutat és molt present en el mobiliari públic, representat en fanals, papereres i fins i tot en el paviment urbà. L'escut està format per un fons atzur, sobre el qual apareix representada la Torre d'Hèrcules, assentada sobre unes penyes i acompanyada de set veneres d'or, posades tres a cada flanc i una a punta. Potser l'element més cridaner sigui la presència d'una calavera amb dues tíbies, simbolitzant en la mitologia el triomf d'Hèrcules sobre Gerió, les restes del qual soterraria en els fonaments del far.
Segons aquesta llegenda, Hèrcules va lluitar amb Gerió, un rei vingut de Troia. Hèrcules, que el venia perseguint des de Cadis, al trobar-lo a la península corunyesa, manté amb Gerió una lluita cruel de la qual surt vencedor Hèrcules, decapitant al vençut Gerió en una petita península plena de grans pedres, vora el mar. En honor de l'enemic vençut, va edificar a sobre la famosa Torre, que figura en l'escut de la Corunya des de 1521.

## Història

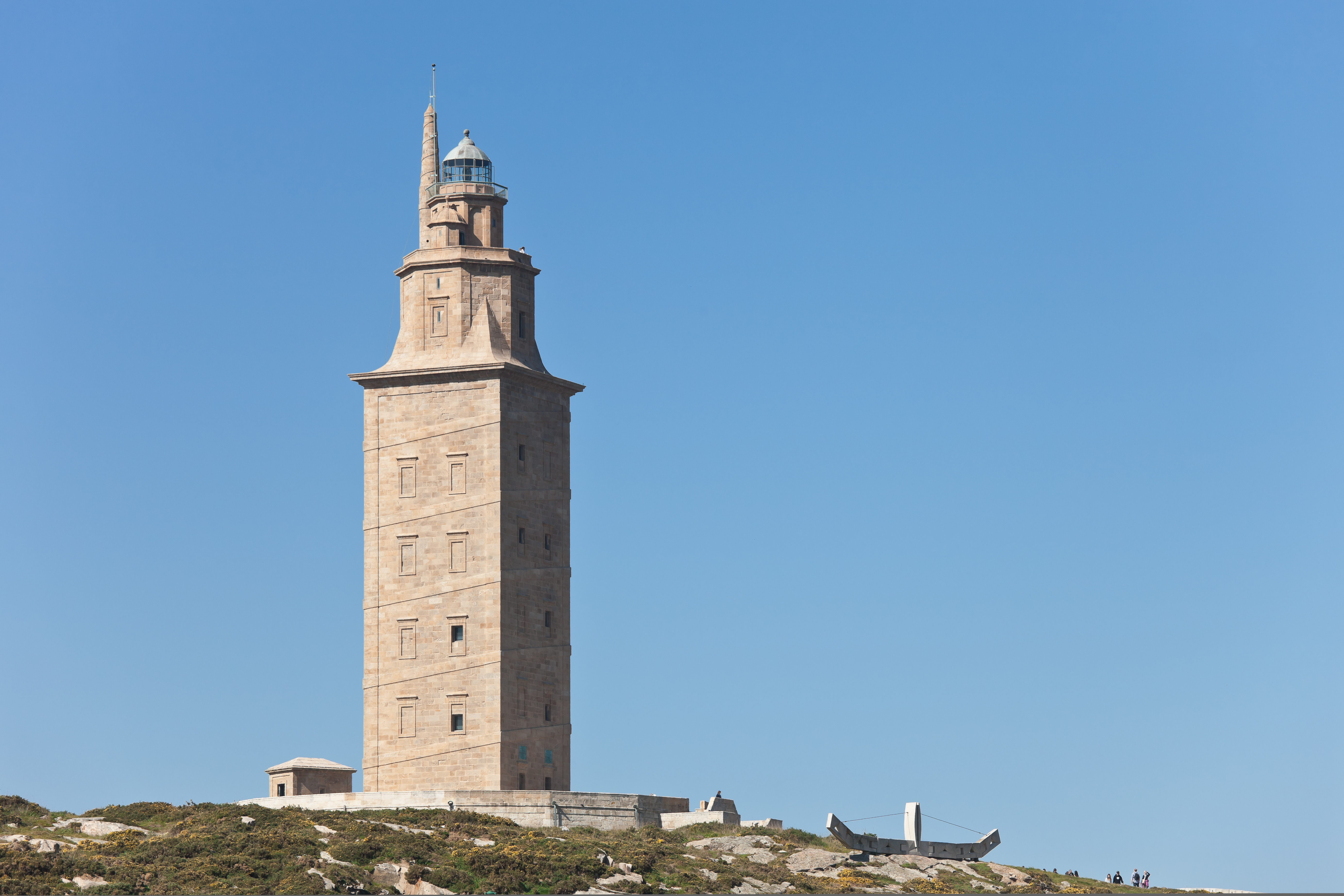
Torre d'Hèrcules, far de l'època romana, encara en servei.

La ciutat es va estendre a partir de la construcció a la restinga formada entre l'illa on avui hi és la Torre d'Hèrcules i el continent. La part més antiga, coneguda com a Cidade Vella (ciutat vella), està edificada sobre un castro, poblat típic de la zona a les Edats de Bronze i Ferro. El centre era l'actual barri d'A Pescadaría.
Hom creu que la Corunya podria ser la població que Ptolemeu menciona al segle ii dC com Brigantium i que va estar habitada pels àrtabres, tribu d'origen celta. Els romans van arribar-hi entre els segles II i I aC i la vila va començar a créixer, especialment durant els segles I i II dC (quan es construeix la Torre d'Hèrcules), per decaure a partir del segle iv i sobretot amb les incursions normandes, que sembla que van fer fugir la població cap a l'interior de la ria d'O Burgo.

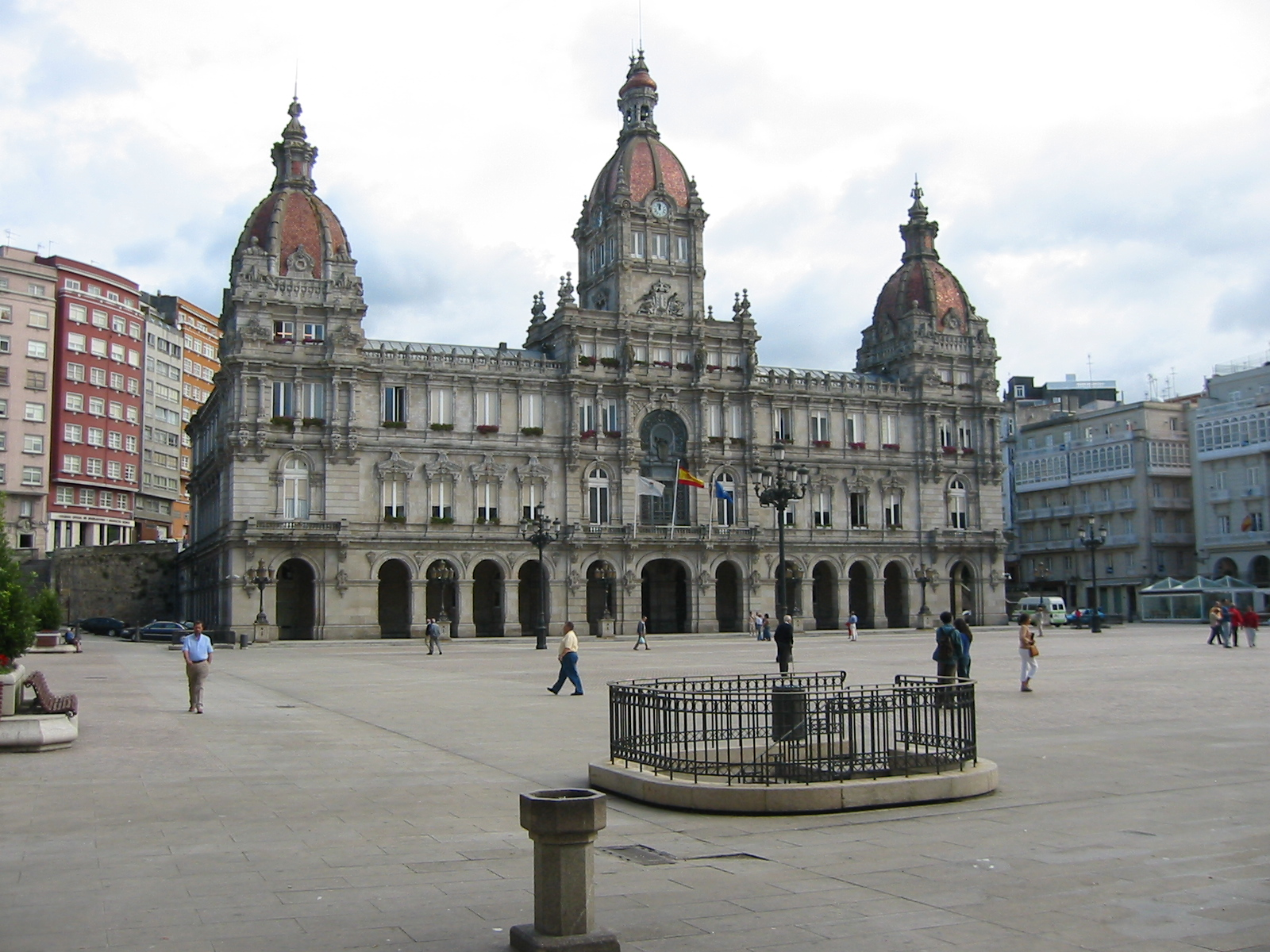
Plaça de María Pita.

La població rep a l'alta edat mitjana el nom de Faro. El 1208, el rei gallec Alfons IX refunda Crunia com a port (iuxta Turrim de Faro in loco qui dicitur Crunia) i la vila comença un gran desenvolupament mercant i pesquer. La ciutat creix i s'estén pel tómbol de la península. Després de la invasió castellana de 1483, els Reis Catòlics instal·len a la ciutat la Reial Audiència del Regne de Galícia, abandonant Compostel·la, per evitar així la intromissió arquebisbal. La Corunya serà també la seu del Capità General. La Junta del Regne de Galícia aconsegueix entre 1522 i 1529 que Carles I li concedeixi la Casa d'Especiaria, la qual cosa li permet distribuir a Europa les espècies. S'autoritza el comerç amb les Índies entre 1529 i 1575.
A partir de 1764, amb la instal·lació dels Reials Correus Marítims a Amèrica, la Corunya adquireix l'impuls portuari i comercial definitiu. Es crea el Consolat del Mar i es restaura la Torre d'Hèrcules. El 1804 es crea la Fàbrica Nacional de Cigarretes, a causa del moviment obrer i durant el segle xix van instal·lant-se lentament altres indústries (vidre, fosa, teixits, gas, etc.), tot i que va ser el comerç marítim i l'emigració el que va atraure als inversors catalans, lleonesos, belgues, francesos o anglesos. El Banco de La Coruña es va fundar el 1857 i la Caja de Ahorros el 1876. També va influir en el desenvolupament econòmic la nova divisió provincial de 1832, que va reduir les províncies gallegues de 7 a 4 i va augmentar l'activitat burocràtica administrativa. Com a conseqüència, la Corunya es va convertir en la capital regional de facto.

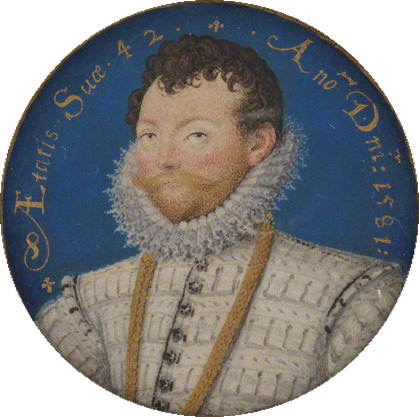
L'Almirall i corsari Drake va saquejar la ciutat el 1589.

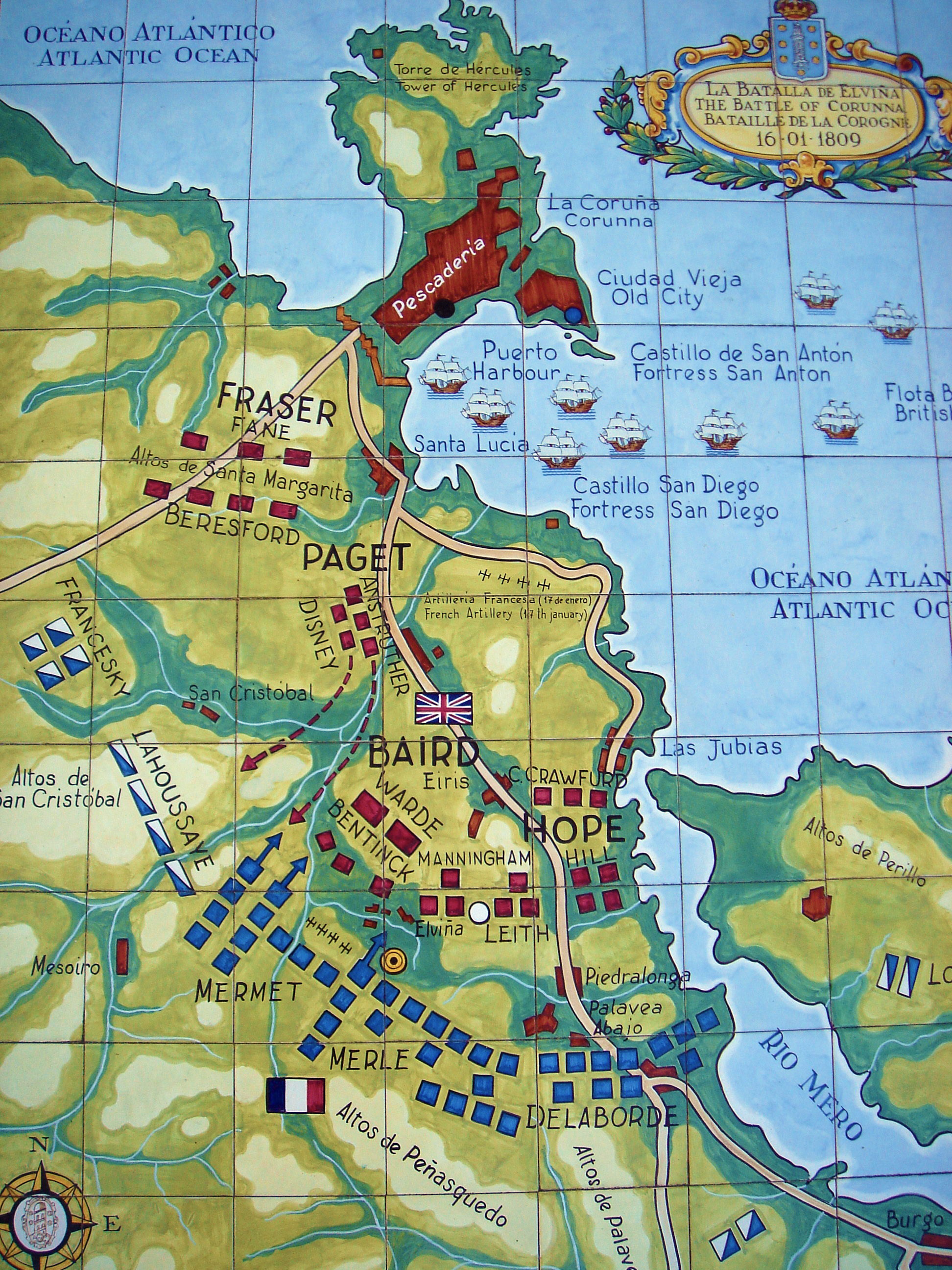
Mapa de la batalla d'Elviña el 1809.

En aquesta ciutat va reunir Carles I les Corts que el coronarien emperador; del seu port va partir el 1554 Felip II per casar-se amb Maria I d'Anglaterra i el 1588 l'Armada Invencible. Francis Drake la va saquejar el 1589 durant la batalla contra l'Armada anglesa però va ser rebutjat i va néixer llavors el mite de María Pita quan aquesta dona va agafar l'arma del seu marit mort i va continuar disparant.
El defensor de Barcelona durant el setge de 1714 Antoni de Villarroel va passar els darrers anys de la seva vida empresonat en el Castell de Santo Antón; arribà l'any 1715 i va morir el 22 de febrer de 1726 en una cel·la que s'inundava amb les onades de la mar, les quals li van fer patir una paràlisi total de les cames fins a la seva mort.
El 1809, durant la Guerra del Francès, les tropes franceses van assetjar les angleses que fugien i el general anglès Sir John Moore va morir en la batalla d'Elviña. El 1815, el mariscal Porlier es va pronunciar contra Ferran VII i va marxar amb l'exèrcit sobre Santiago. Un cop pres, va ser penjat al Campo da Leña. En totes les revoltes del segle xix, la Corunya va formar part del bàndol liberal. La ciutat va jugar també un paper vital en el Rexurdimento i allà es van fundar la Real Academia Galega el 1906 i les Irmandades da Fala el 1916.
A principis del segle xx, la Corunya tenia uns 45.000 habitants, que es van multiplicar fins als 100.000 després de la Guerra civil espanyola. A partir de la dècada de 1960, va recobrar la iniciativa empresarial que havia perdut des de principis del segle gràcies al gran promotor de la ciutat, Pedro Barrié de la Maza (Banc Pastor, Fenosa, Aluminios de Galicia, Genosa, Emesa, etc.); es van obtenir també la refineria de petroli i alguns dels primers pols de desenvolupament.
Ja en democràcia, es va aprovar l'Estatut d'Autonomia de Galícia el 1981, amb el qual la Corunya perdia la capitalitat de Galícia, que mantenia des de 1563, en benefici de Santiago de Compostel·la, fet que va provocar la manifestació de protesta més multitudinària de la història de la ciutat.
Des del 1983 fins al 2006 va ser alcalde de la ciutat Francisco Vázquez Vázquez, que va dur a terme una renovació de la seva fisonomia i la seva conversió en una ciutat de serveis, però també va rebre crítiques per la seva falta de respecte envers la llengua gallega i per la seva actuació urbanística. En aquesta etapa es construeixen el passeig marítim, la Casa de les Ciències, la Casa de l'Home i l'Casa dels Peixos, entre d'altres. El 20 de gener de 2006 el Consell de Ministres va nomenar Paco Vázquez ambaixador al Vaticà i va haver de deixar l'alcaldia. Després de la renúncia, el nou alcalde va ser Javier Losada.
El 2008 es va celebrar el 800 aniversari de la refundació de la Corunya per Alfons IX el 1208 i el 200 aniversari de la batalla d'Elviña, fet que va marcar profundament la vida dels corunyesos de l'època.
El 29 de juny de 2009, la Torre d'Hèrcules, el mil·lenari símbol de la ciutat, va ser declarat Patrimoni de la Humanitat per la UNESCO, després d'una intensa campanya de suport institucional i ciutadà.

## Geografia

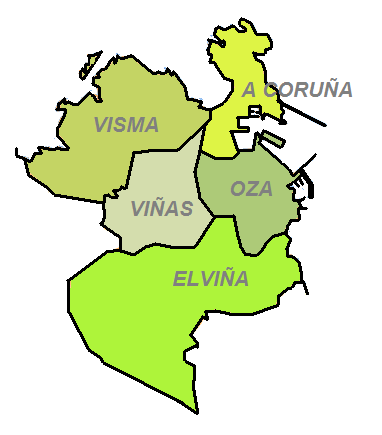
Les cinc parròquies que formen el municipi de la Corunya.

La ciutat està situada a l'extrem nord-occidental de la península Ibèrica, pertanyent a un sortint de terra de la província de la Corunya, entre la ria de la Corunya, que banya el costat est de la ciutat, i la badia de l'Orzán, que banya les principals platges de la ciutat situades al costat oest d'aquesta.
Limita al nord amb l'oceà Atlàntic, al sud-oest amb el municipi d'Arteixo, a l'est amb el municipi d'Oleiros i la ria de la Corunya, i al sud amb el municipi de Culleredo.
El municipi està format per cinc parròquies: la Corunya, Elviña, Oza, San Cristovo das Viñas i Visma. Aquestes últimes quatre formaven l'antic municipi d'Oza, que va ser annexionat al de la Corunya el 1912. La parròquia més poblada és la de la Corunya, que correspon a la mateixa ciutat, mentre que les altres estan poc poblades. Les parròquies aglutinen un total de 45 entitats de població.
La Corunya té una orografia peculiar, estenent-se a partir d'una península amb forma de T, d'istme pla i suaus turons poc escarpats creats durant l'arqueà. Actualment, alguns d'ells s'han anat integrant a la ciutat amb la seva expansió a partir de 1940, com els de Monte Alto, Santa Margarita, Eirís i A Zapateira. Altres s'han convertit en amples zones verdes, com Bens i el Monte de San Pedro. Bona part de l'extensió portuària i Os Cantóns són zones guanyades al mar.

### Clima

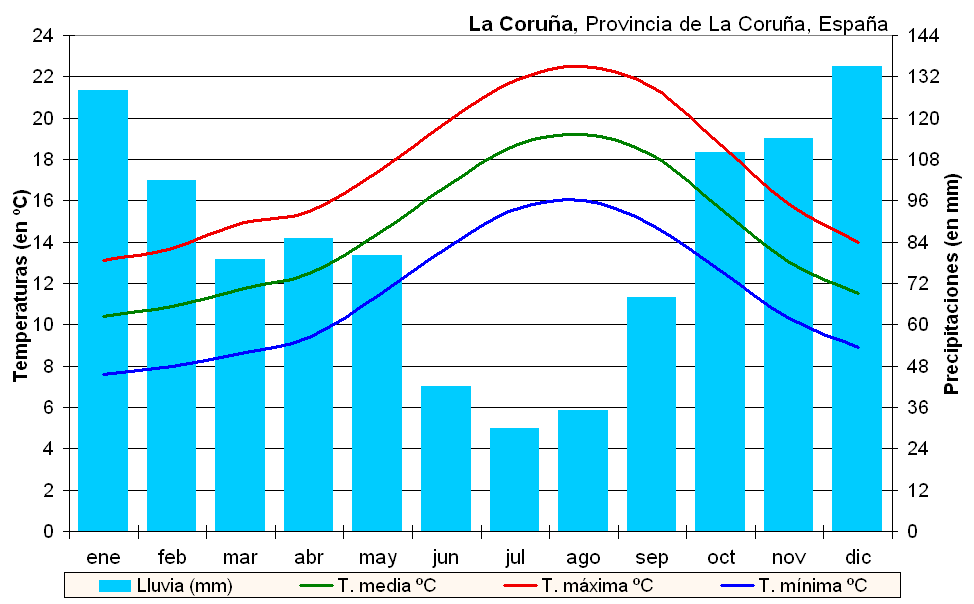
Climograma de la Corunya.

El clima de la ciutat de la Corunya és oceànic. Pel fet de ser una ciutat costanera, no existeix una gran diferència de temperatura entre les quatre estacions de l'any i entre les temperatures màximes i mínimes del dia, essent la diferència entre les temperatures mitjanes de l'hivern i l'estiu de menys de 9 °C. Els hiverns són suaus i plujosos amb glaçades poc freqüents, i els estius temperats, i hi ha precipitacions combinades amb temporades de sol. Té una humitat anual mitjana al voltant del 77%.
Normalment les temperatures no superen els 30 °C ni baixen dels 0 °C, essent les temperatures històriques registrades a la ciutat: 39,6 °C de màxima el 28 d'agost de 1961 i -3,0 °C de temperatura mínima el 22 de febrer de 1948. Les pluges són abundants, amb una pluviometria mitjana anual de 1.008 mm, essent el mes de gener el més plujós amb un registre mitjà de 135 mm.
Els dies ventosos i de temporal són freqüents als mesos de la tardor i l'hivern, registrant-se fortes ratxes de vent que poden superar els 100 km/h. La ratxa més forta, de 160 km/h, es va registrar el 16 de febrer de 1941.
| Observatori de la Corunya (58 msnm) (1971-2000) | Observatori de la Corunya (58 msnm) (1971-2000) | Observatori de la Corunya (58 msnm) (1971-2000) | Observatori de la Corunya (58 msnm) (1971-2000) | Observatori de la Corunya (58 msnm) (1971-2000) | Observatori de la Corunya (58 msnm) (1971-2000) | Observatori de la Corunya (58 msnm) (1971-2000) | Observatori de la Corunya (58 msnm) (1971-2000) | Observatori de la Corunya (58 msnm) (1971-2000) | Observatori de la Corunya (58 msnm) (1971-2000) | Observatori de la Corunya (58 msnm) (1971-2000) | Observatori de la Corunya (58 msnm) (1971-2000) | Observatori de la Corunya (58 msnm) (1971-2000) | Observatori de la Corunya (58 msnm) (1971-2000) |
| Mes                                             | Gen                                             | Feb                                             | Mar                                             | Abr                                             | Mai                                             | Jun                                             | Jul                                             | Ago                                             | Set                                             | Oct                                             | Nov                                             | Des                                             | Any                                             |
| ----------------------------------------------- | ----------------------------------------------- | ----------------------------------------------- | ----------------------------------------------- | ----------------------------------------------- | ----------------------------------------------- | ----------------------------------------------- | ----------------------------------------------- | ----------------------------------------------- | ----------------------------------------------- | ----------------------------------------------- | ----------------------------------------------- | ----------------------------------------------- | ----------------------------------------------- |
| Temperatura màxima absoluta (°C)                | 21,2                                            | 27,4                                            | 28,2                                            | 31,6                                            | 34,0                                            | 34,8                                            | 34,5                                            | 39,6                                            | 31,4                                            | 31,0                                            | 25,0                                            | 25,6                                            | 39,6                                            |
| Temperatura màxima mitjana (°C)                 | 13,1                                            | 13,7                                            | 14,9                                            | 15,5                                            | 17,4                                            | 19,8                                            | 21,8                                            | 22,5                                            | 21,5                                            | 18,7                                            | 15,8                                            | 14,0                                            | 17,4                                            |
| Temperatura mitjana (°C)                        | 10,4                                            | 10,9                                            | 11,7                                            | 12,5                                            | 14,4                                            | 16,7                                            | 18,7                                            | 19,2                                            | 18,2                                            | 15,6                                            | 13,0                                            | 11,5                                            | 14,4                                            |
| Temperatura mínima mitjana (°C)                 | 7,6                                             | 8,0                                             | 8,6                                             | 9,4                                             | 11,4                                            | 13,7                                            | 15,6                                            | 16,0                                            | 14,8                                            | 12,6                                            | 10,3                                            | 8,9                                             | 11,4                                            |
| Temperatura mínima absoluta (°C)                | -2,0                                            | -3.0                                            | 0,6                                             | 2,0                                             | 2,2                                             | 4,2                                             | 9,9                                             | 9,4                                             | 5,2                                             | 4,0                                             | 1,0                                             | -1,0                                            | -3,0                                            |
| Precipitacions (mm)                             | 128                                             | 102                                             | 79                                              | 85                                              | 80                                              | 42                                              | 30                                              | 35                                              | 68                                              | 110                                             | 114                                             | 135                                             | 1008                                            |
| Hores de sol                                    | 108                                             | 112                                             | 155                                             | 167                                             | 191                                             | 220                                             | 240                                             | 240                                             | 179                                             | 150                                             | 107                                             | 93                                              | 1966                                            |
| Humitat relativa mitjana (%)                    | 76                                              | 76                                              | 73                                              | 75                                              | 77                                              | 77                                              | 79                                              | 78                                              | 78                                              | 78                                              | 78                                              | 77                                              | 77                                              |
| Font: AEMET                                     |                                                 |                                                 |                                                 |                                                 |                                                 |                                                 |                                                 |                                                 |                                                 |                                                 |                                                 |                                                 |                                                 |

## Demografia
La població de la ciutat era de 246.146 habitants el 2012. El 5% del total, 12.037, eren estrangers. Els habitants del municipi corunyès es reparteixen en 8 entitats disseminades i 39 nuclis de població, entre els quals es troba el nucli urbà, que amb 222.769 habitants (2009) constitueix el major nucli de població de Galícia segons l'INE. La població de la comarca de la Corunya arribava als 393.470 habitants (2008), estesa per vuit municipis més: Abegondo, Arteixo, Bergondo, Cambre, Carral, Culleredo, Oleiros i Sada.
També cal destacar que fora de la comarca, però a poca distància i connectades per la xarxa d'autopistes, es troben àrees industrials importants i denses com Carballo (31.358 habitants) i la comarca de Ferrol (163.158 habitants), un dels centres industrials més importants de Galícia. Això emmarca la Corunya en el context d'una Conurbació nord-oest de Galícia, de més de 650.000 habitants. S'estan executant projectes que reforcen aquesta visió, com els ports exteriors de la Corunya i Ferrol, que estan convertint la costa nord-oest gallega en un centre integrat logístic estratègic del nord-oest peninsular.
El 2011 residien a la Corunya un total de 24.696 estrangers, el 10% de la població total, la major part dels quals procedents de Sud-amèrica (sobretot de Veneçuela i l'Argentina) i de la resta d'Europa (destaquen els britànics).
| 1900   | 1910   | 1920   | 1930   | 1940   | 1950    | 1960    | 1970    | 1981    | 1991    | 2001    | 2008    |
| ------ | ------ | ------ | ------ | ------ | ------- | ------- | ------- | ------- | ------- | ------- | ------- |
| 44.057 | 49.290 | 63.610 | 71.511 | 98.534 | 127.518 | 173.661 | 189.548 | 231.821 | 246.531 | 236.782 | 245.164 |

## Política
L'actual alcaldessa de la ciutat és Inés Rey, del PSdeG.
| Partit polític  | 2015  | 2015     | 2015   | 2011  | 2011     | 2007  | 2007     | 2003  | 2003     | 1999  | 1999     | 1995  | 1995     |
| Partit polític  | Vots% | Regidors | Vots   | Vots% | Regidors | Vots% | Regidors | Vots% | Regidors | Vots% | Regidors | Vots% | Regidors |
| Marea Atlàntica | 30,89 | 10       | 36.842 | -     | -        | -     | -        | -     | -        | -     | -        | -     | -        |
| PPdeG           | 30,89 | 10       | 36.838 | 43,62 | 14       | 31,46 | 10       | 24,06 | 7        | 24,50 | 7        | 36,19 | 10       |
| PSdeG-PSOE      | 18,34 | 6        | 21.874 | 26,66 | 8        | 35,02 | 11       | 45,70 | 14       | 55,91 | 14       | 51,33 | 15       |
| BNG             | 5,71  | 1        | 6.807  | 12,04 | 4        | 20,66 | 6        | 22,70 | 6        | 12,92 | 3        |       |          |

| Alcaldes de la Corunya         | Alcaldes de la Corunya                                                  |
| Alcalde/ssa                    | Període                                                                 |
| ------------------------------ | ----------------------------------------------------------------------- |
| Inés Rey                       | (2019-)                                                                 |
| Xulio Ferreiro                 | (2015-2019)                                                             |
| Carlos Negreira                | (2011-2015)                                                             |
| Javier Losada                  | (2007-2011) (2006-2007)                                                 |
| Francisco Vázquez Vázquez      | (2003-2007) (1999-2003) (1995-1999) (1991-1995) (1987-1991) (1983-1987) |
| Joaquín López Menéndez         | (1981-1983)                                                             |
| Domingos Merino                | (1979-1981)                                                             |
| Berta Tapia                    | (1978-1979)                                                             |
| José Manuel Liaño Flores       | (1977-1978)                                                             |
| Jaime Hervada Fernández España | (1974-1976)                                                             |
| José Pérez-Ardá                | (1969-1974)                                                             |
| Eduardo Sanjurjo de Carricarte | (1963-1965)                                                             |
| Sergio Peñamaría de Llano      | (1959-1963)                                                             |
| Alfonso Molina                 | (1947-1958)                                                             |
| Eduardo Ozores Arráiz          | (1945-1947)                                                             |
| José Pérez-Ardá                | (1942-1944)                                                             |
| José Crespo López-Mora         | (1940-1942)                                                             |
| José Pérez-Ardá                | (1939-1940)                                                             |
| Hernán Martín-Barbadillo       | (?)                                                                     |
| José Fuciños Gayoso            | (?)                                                                     |
| Alfredo Suárez Ferrín          | (1936)                                                                  |
| Atanagildo Pardo de Andrade    | (?)                                                                     |
| Alfredo Suárez Ferrín          | (1934)                                                                  |
| Manuel Iglesias Corral         | (1932-1934)                                                             |
| Ángel Senra                    | (1931)                                                                  |
| Antonio Lens Viera             | (1931)                                                                  |
| Maximiliano Linares Rivas      | (1930-1931)                                                             |
| Manuel Casás Fernández         | (1927-1930)                                                             |
| Maximiliano Linares Rivas      | (1922-?)                                                                |
| Antonio Lens Viera             | (1920-1921)                                                             |
| Gerardo Abad Conde             | (1918-1919)                                                             |
| Manuel Casás Fernández         | (1917-1919)                                                             |
| José Marchesi Dalmau           | (1893-1894) (1890-1891)                                                 |
| Federico Tapia                 | (1872-1873)                                                             |
| Francisco Ponte Blanco         | (?)                                                                     |
| Juan Montero Telinge           | (1854-1855)                                                             |
| Juan Flórez                    | (1851-1854) (1846-1847)                                                 |

## Economia

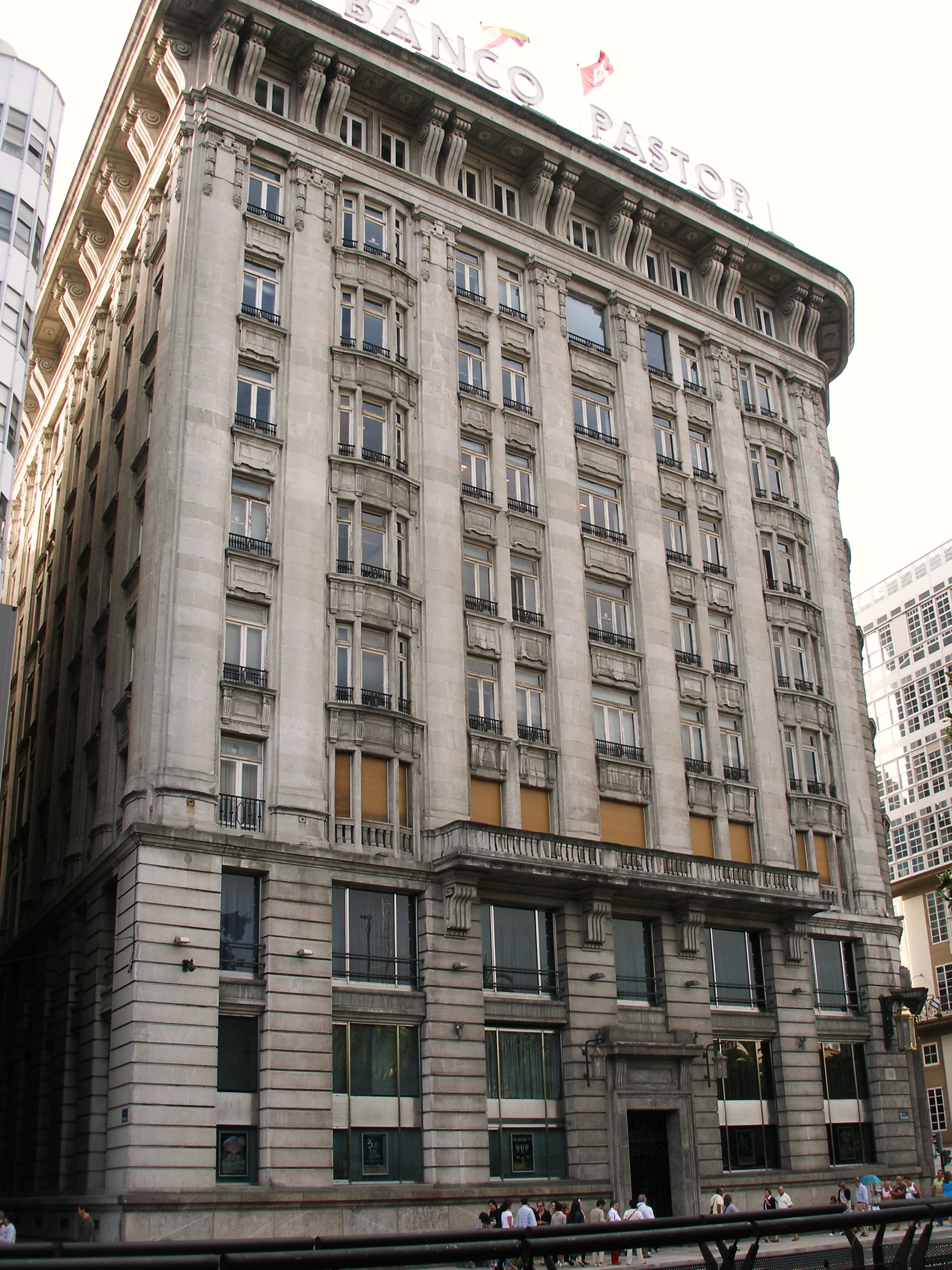
Seu del Banco Pastor.

El terme municipal de la Corunya és el pulmó dels sectors comercial i de serveis de tota l'àrea metropolitana i l'àrea més important en aquests aspectes de tota Galícia i del nord-oest peninsular.
Aquests dos sectors representen més de tres quartes parts de la totalitat de l'activitat econòmica del terme municipal. Els sectors de la indústria i de la construcció han incrementat la seva participació econòmica a la ciutat en els últims anys; no obstant la seva localització geogràfica radica principalment en els municipis situats a l'àrea metropolitana.
Segons l'informe Ardán elaborat pel Consorci de la Zona Franca de Vigo, la comarca de la Corunya és actualment la comarca més pròspera de Galícia, i un dels seus motors econòmics. El seu PIB empresarial és de 3.486 milions d'euros, representant més del 33% del total de Galícia l'any 2007. La ciutat té un pressupost consolidat de més de 212 milions d'euros anuals, a repartir entre les despeses de l'Ajuntament i les seves dues empreses principals, la Compañía d'Augas da Coruña, que dona servei a bona part de la província, i la Compañía de Tranvías da Coruña, que té la concessió dels autobusos urbans i del tramvia de la ciutat.
La ciutat és el principal centre financer i de negocis de Galícia. És la seu de les entitats financeres Banco Pastor i Caixa Galicia, que després de la fusió amb Caixanova va passar a anomenar-se Novacaixagalicia. A la ciutat es troben seus d'algunes empreses importants com la cervesera Estrella Galicia, l'empresa de telecomunicacions R, el diari La Voz de Galicia, la refineria de Repsol, la planta d'aluminis d'Alcoa o la fàbrica d'armes General Dynamics. La ciutat té dos palaus de congressos (PALEXCO) i altres institucions com el Club Financeiro da Coruña. Recentment va finalitzar la construcció del Recinte Firal de la Corunya, anomenat Expocoruña.

### Port

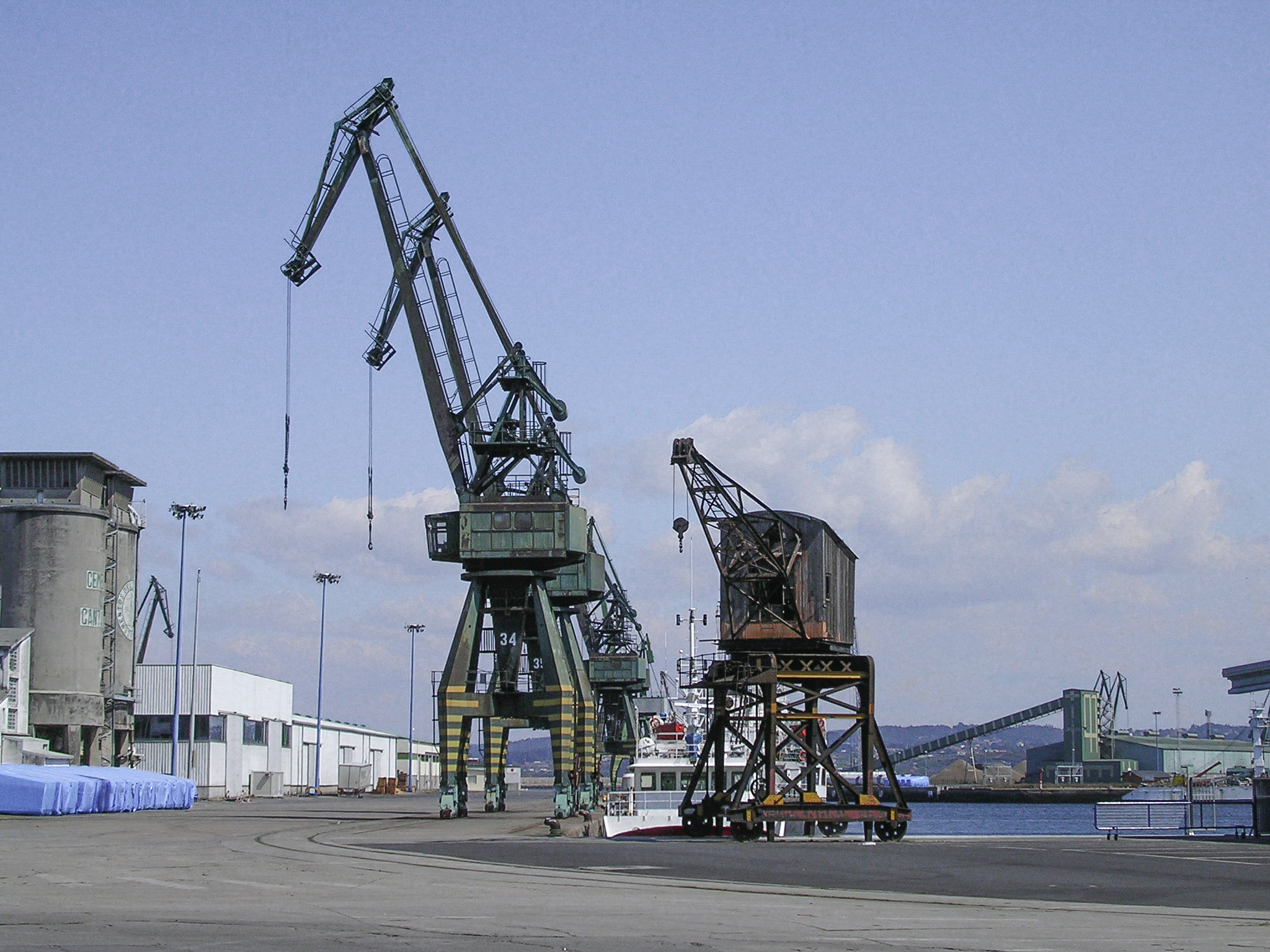
Port de la Corunya

El Port de la Corunya és un dels motors econòmics de la ciutat, amb sis quilòmetres de molls i prop d'un milió de metres quadrats de superfície marítima i terrestre. Disposa d'un sector acondicionat per a desembarcar mercaderies a granel (carbó, coke) i contenidors. És el segon port d'Espanya quant a pesca fresca desembarcada, només per darrere del port de Vigo, amb 43.108 tones l'any 2009. Aquell any es van moure 1.460.316 tones de mercaderies al port, essent el segon port de Galícia per darrere del de Vigo. Quant a creuers, el port en va rebre 60, amb un total de 53.574 passatgers.
Actualment es troba en construcció el port exterior de La Corunya a punta Langosteira, al municipi limítrof d'Arteixo, que ampliarà les instal·lacions portuàries i les desplaçarà fora de la ciutat. Juntament amb el port exterior de Ferrol i el polígon de Morás a Arteixo constituirà una de les zones industrials marítimes i logístiques més importants de la Unió Europea.

### Indústria
En els seus límits locals, la ciutat disposa de dos polígons industrials: el d'A Grela-Bens, el primer parc industrial en extensió de Galícia amb més de 600 empreses; i el de Pocomaco-Vío, que dona servei a unes 400 empreses. A l'àrea metropolitana hi trobem altres polígons importants, sobretot a la zona sud-oest (Arteixo i Culleredo), com el polígon de Sabón, on hi ha la seu central de la multinacional Inditex i la central tèrmica de Sabón, entre altres indústries. També cal destacar els polígons d'Alvedro, Barcala, Meicende i Espírito Santo.
Dos dels grans motors industrials dintre dels límits municipals són la refineria de petroli de Repsol, inaugurada el 1964, i la metalúrgica d'aluminis.

### Turisme

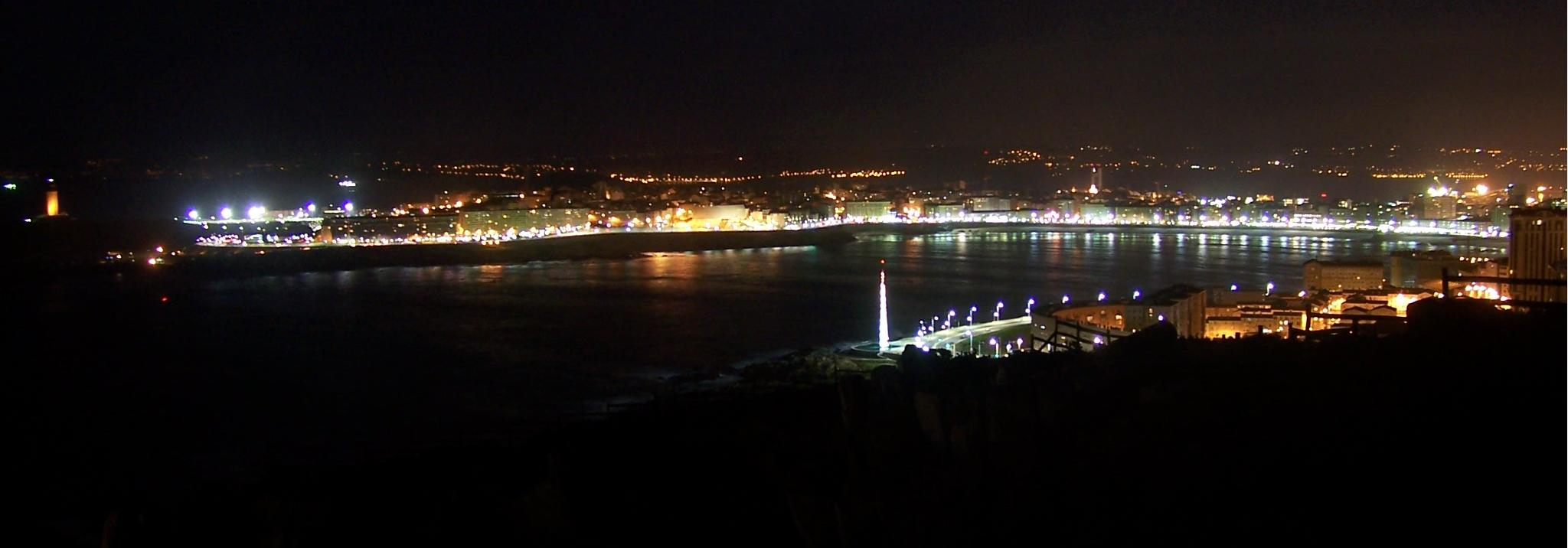
La Badia de l'Orzán vista des del monte de San Pedro.

El turisme a la ciutat ha anat augmentant els últims anys fins a rebre 62 creuers l'any. Un dels impulsors d'aquest turisme és el passeig marítim que envolta tota la costa de la ciutat, de 13 quilòmetres de longitud. Existeixen a més un tramvia i un carril bici que el recorren. És també un passeig cultural on trobem diversos museus de la ciutat, el Castell de Santo Antón i la Torre d'Hèrcules.
Les dues principals platges de la Corunya, Orzán i Riazor, estan situades en ple centre de la ciutat i rodejades pel passeig marítim. Les platges de la ciutat són un gran atractiu pels turistes, sobretot per ésser un punt de trobada de surfistes durant bona part de l'any. La ciutat té, a més, altres platges com As Lapas, Adormideiras o la platja d'Oza.
Important festa declarada d'interès turístic és la nit de Sant Joan, celebrada de manera multitudinària amb focs artificials, desfilades, crema de falles i mil·lenàries fogueres a totes les platges urbanes fins a la sortida del sol.
El 2006 i per primer cop a la història, la xifra de turistes va duplicar la població de la ciutat, arribant al mig milió de visitants. El 2010 el nombre de turistes va superar els 1.500.000.

## Transport
Per via terrestre, la xarxa d'autopistes i autovies la comuniquen amb la resta de la península, Espanya i Portugal, mentre que un conjunt de vies ràpides, que circumvalen el perímetre de la ciutat i el seu primer anell industrial, culmina la comunicació per carretera. Els aproximadament 600.000 habitants i les indústries que estan a l'àrea d'influència de la ciutat (Carballo, Betanzos, Ferrol...) es troben a menys de 30 minuts de la ciutat per carretera.
La via marítima està fortament consolidada a la ciutat. Recentment s'ha dut a terme la modernització portuària i, actualment, s'està construint el port exterior a l'oest de la ciutat, a punta Langosteira, per augmentar la seva capacitat.
Segons previsions oficials, tot això estarà recolzat a curt termini per bones connexions internes i externes. Les internes, a la ciutat i la seva àrea d'influència, facilitaran la mobilitat amb un sistema intermodal de comunicació (vies ràpides, autobusos, metro lleuger i tren de rodalia). Les externes conformaran un sistema viari d'autopistes i autovies, ferroviari (tradicional i d'alta velocitat) i connexions aèries i marítimes tant nacionals com internacionals.

### Carreteres

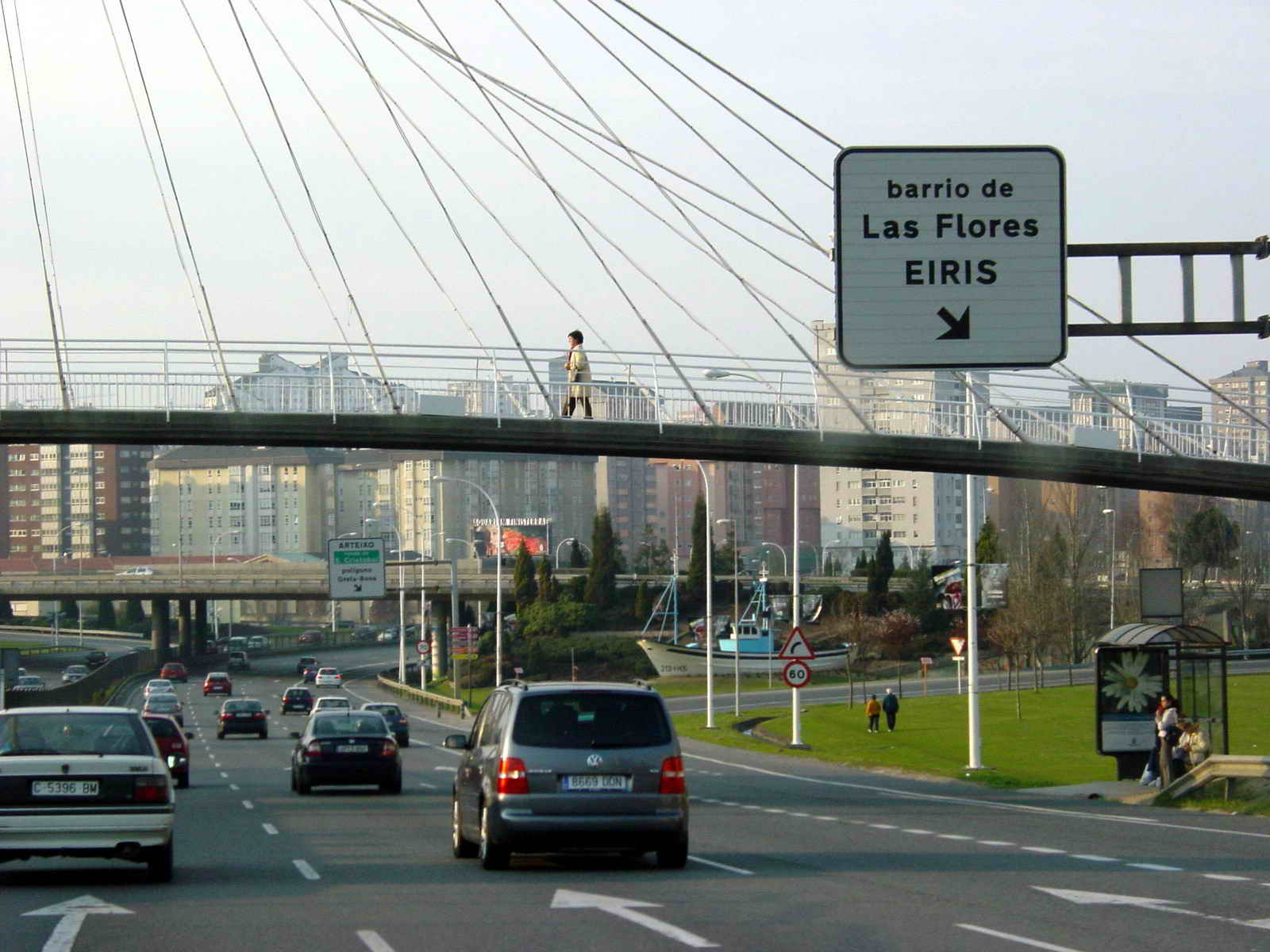
Avinguda Alfonso Molina, entrada a la ciutat.

La ciutat està servida per tres artèries principals d'accés:
- L'autovia A-6, que connecta la ciutat amb Lugo, la península i Madrid, i té un ramal cap a l'aeroport d'Alvedro. La carretera N-VI és paral·lela a l'autovia.
- L'autopista AP-9, que té dos ramals, un que va cap al sud i connecta la ciutat amb Santiago, Pontevedra, Vigo i Portugal, i un altre ramal que es desvia en direcció nord i creua les localitats de Miño i Pontedeume per arribar a Ferrol. La N-550 té el mateix itinerari. L'autopista entra a la ciutat a través de l'Avinguda Alfonso Molina, que és la principal artèria de la ciutat, amb més de 140.000 vehicles diaris.[13]

- L'autopista AG-55, cap a Arteixo, A Laracha i Carballo. L'autopista entra a la ciutat per l'Avinguda d'Arteixo.

### Ferrocarril

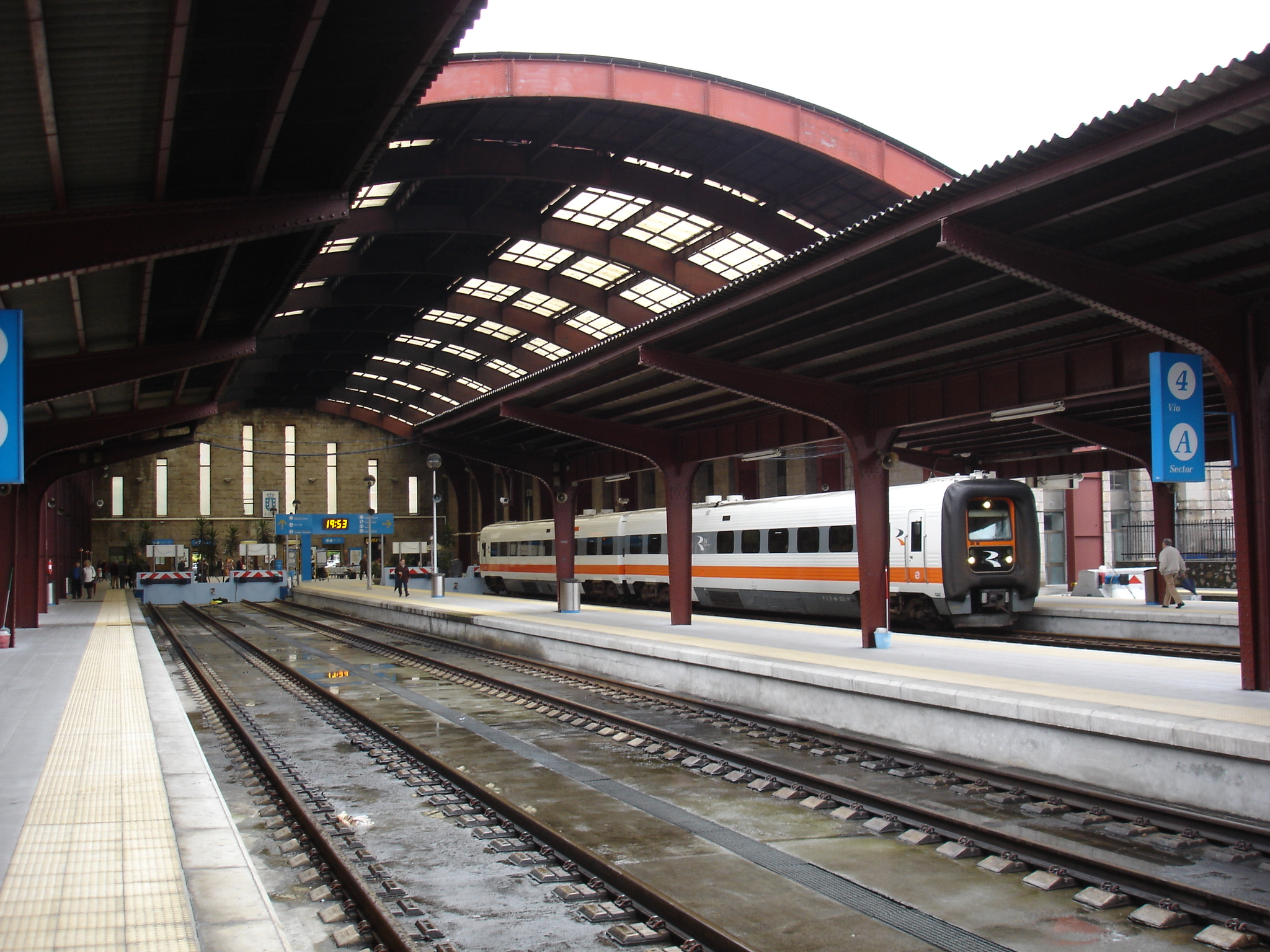
Interior de l'estació de San Cristovo.

L'estació de la Corunya, coneguda també com a estació de San Cristovo, remodelada el 1991, concentra el trànsit ferroviari de la ciutat i està situada al centre. Des de la Corunya parteixen tres línies de llarga distància de Renfe Operadora: a Madrid i Barcelona amb dos serveis diaris, a Bilbao i Irun amb un servei diari, i a Alacant amb un servei els dissabtes. A aquestes línies se'ls hi sumen els corredors regionals de Renfe amb Santiago, Monforte, Ferrol i Vigo; el trànsit amb aquesta última ciutat va sumar el 1999 la quantitat de 450.000 viatgers aproximadament. També està en servei el tren d'alta velocitat entre la ciutat i Ourense, passant per Santiago, i des d'aquesta última a Vigo a través de l'eix atlàntic.
Hi ha una altra petita estació a la parròquia d'Elviña, amb el nom d'Elviña-Universidade, que dona servei a la Universitat de la Corunya i a la citada parròquia; i una estació de mercaderies que dona servei al port, l'estació de San Diego. Les principals activitats d'aquesta última són l'exportació de fusta, ferro, zinc, carbó i col·lectors procedents del port.
Està en projecte una estació intermodal que serviria d'intercanviador, concentrant a més els autobusos interurbans i tenint també una parada de metro lleuger.
A més l'ajuntament té un projecte juntament amb la Xunta de Galícia i els municipis limítrofs per crear un servei de Rodalies Renfe de la ciutat, que connectarà amb els principals nuclis de població de la zona.

### Aeroport

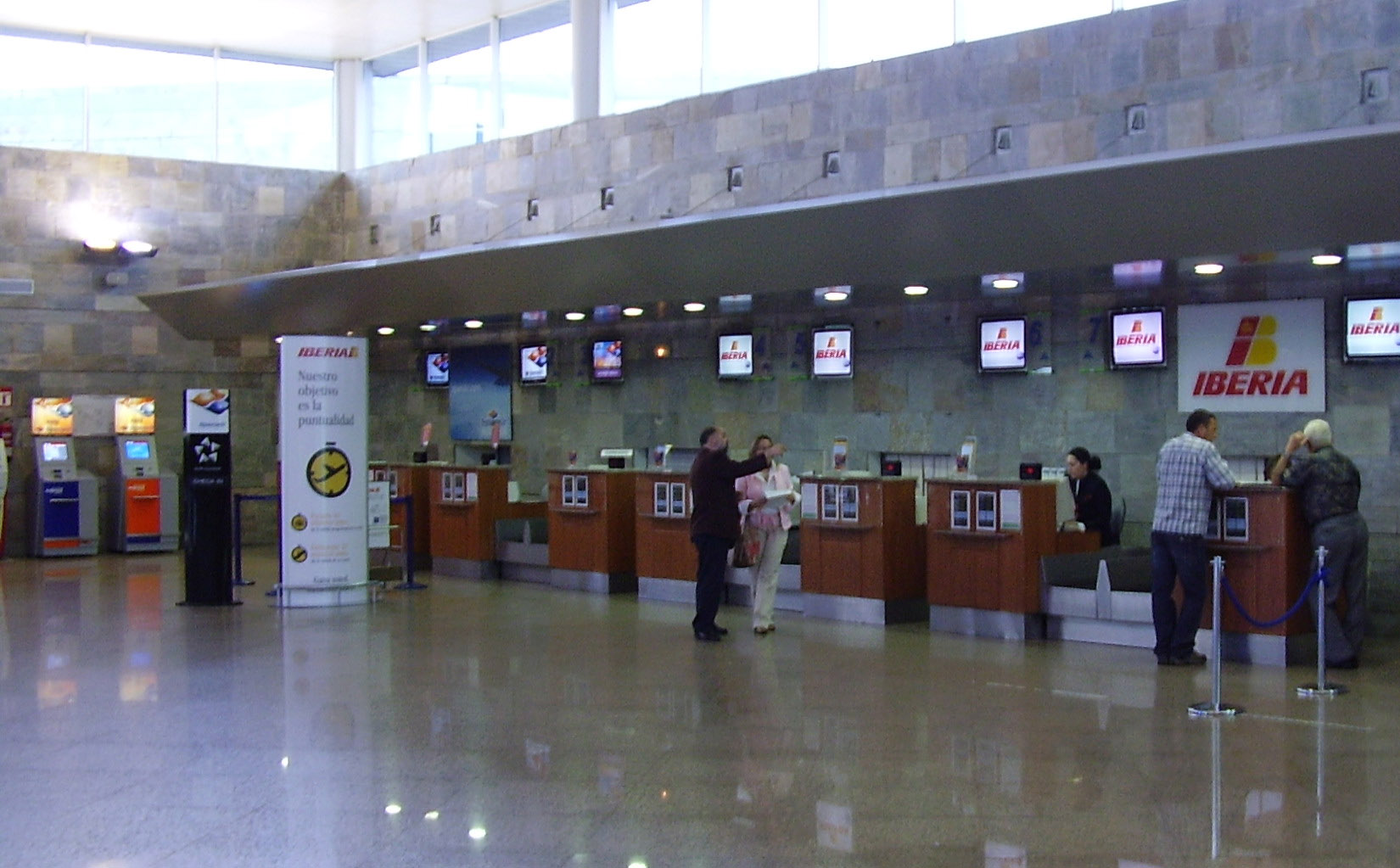
Aeroport d'Alvedro.

La Corunya té un aeroport remodelat, conegut com a aeroport d'Alvedro, situat a 10 quilòmetres del centre de la ciutat, al municipi de Culleredo. Té una petita pista d'1,9 km de longitud i un modern sistema antiboira, que va entrar en servei a principis de 2008. Durant els últims anys és l'aeroport gallec que més ha crescut, duplicant-se el nombre de passatgers en tres anys. i assolint durant el 2008 els 1.175.000 passatgers, essent el segon aeroport de Galícia que millor ha suportat la crisi aeroportuària, donant un balanç positiu de creixement en el període 2004-2008 d'un 205% per nombre de viatgers.
L'aeroport connecta la ciutat amb diversos destins peninsulars, segons l'època de l'any. Té connexions estables amb Madrid, Barcelona, Sevilla i Tenerife. A l'època hivernal també connecta amb l'aeroport d'Osca (porta dels Pirineus). També existeixen connexions internacionals amb els aeroports de Londres-Heathrow, París-Charles de Gaulle i Lisboa.
La proximitat de l'aeroport de Santiago (30 minuts per autopista) permet que pugui ser utilitzat també com a plataforma complementària de les comunicacions aèries de la Corunya, i viceversa.

### Autobusos i metro lleuger
La recuperació del tramvia urbà circumdant el Passeig marítim de la ciutat, va crear una infraestructura ferroviària bàsica que planeja consolidar-se en una xarxa de metro lleuger a mitjà termini, amb tres línies projectades: Monte Alto-Universitat, Los Rosales-Plaça de Pontevedra, i una altra circular amb dues ramificacions, l'actual del tramvia amb la seva extensió i la línia Los Rosales-Centre intermodal.
L'estació d'autobusos de la Corunya dona servei a prop de 25.000 passatgers diaris. Una mitjana de 1.100 autocars operen cada dia amb destí a diferents punts d'Europa, Espanya i Galícia.
La ciutat també disposa d'una gran xarxa d'autobusos, la més densa d'Espanya, ja que cap habitant es troba a més de 300 metres d'alguna parada. Té un total de 24 línies d'autobús, operades per la Compañía de Tranvías da Coruña.
Els autobusos porten GPS i a les parades més importants hi ha panells on s'informa dels minuts que falten per a l'arribada del bus, que també es pot consultar amb el mòbil.

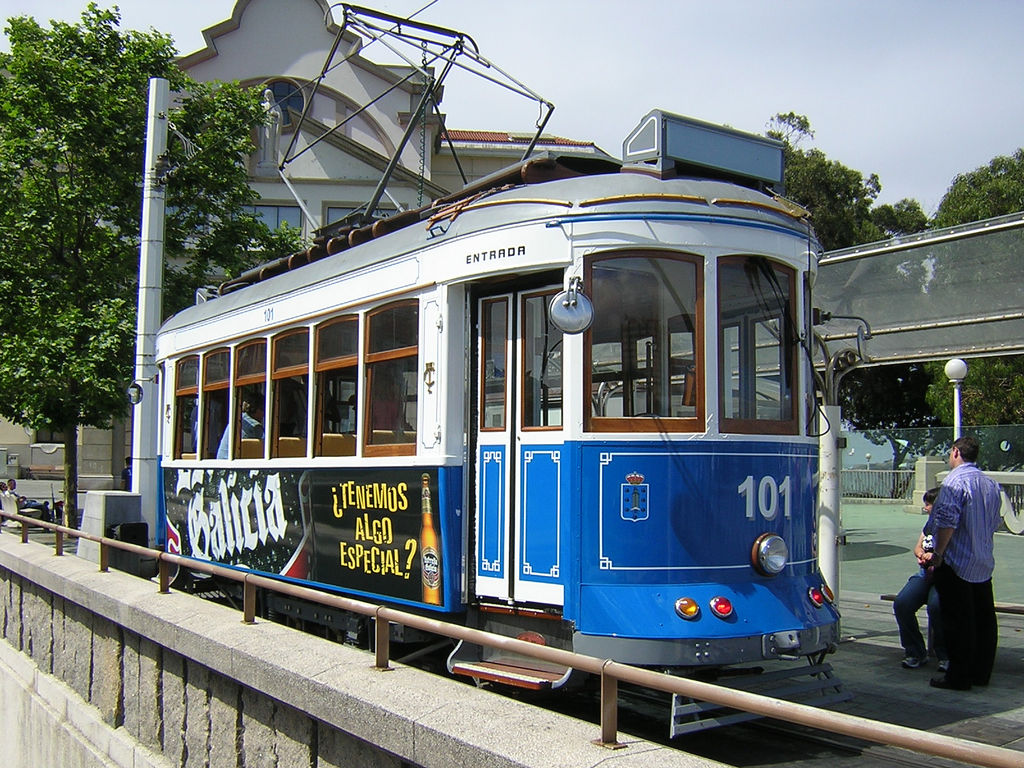
Tramvia al Passeig Marítim de la Corunya.

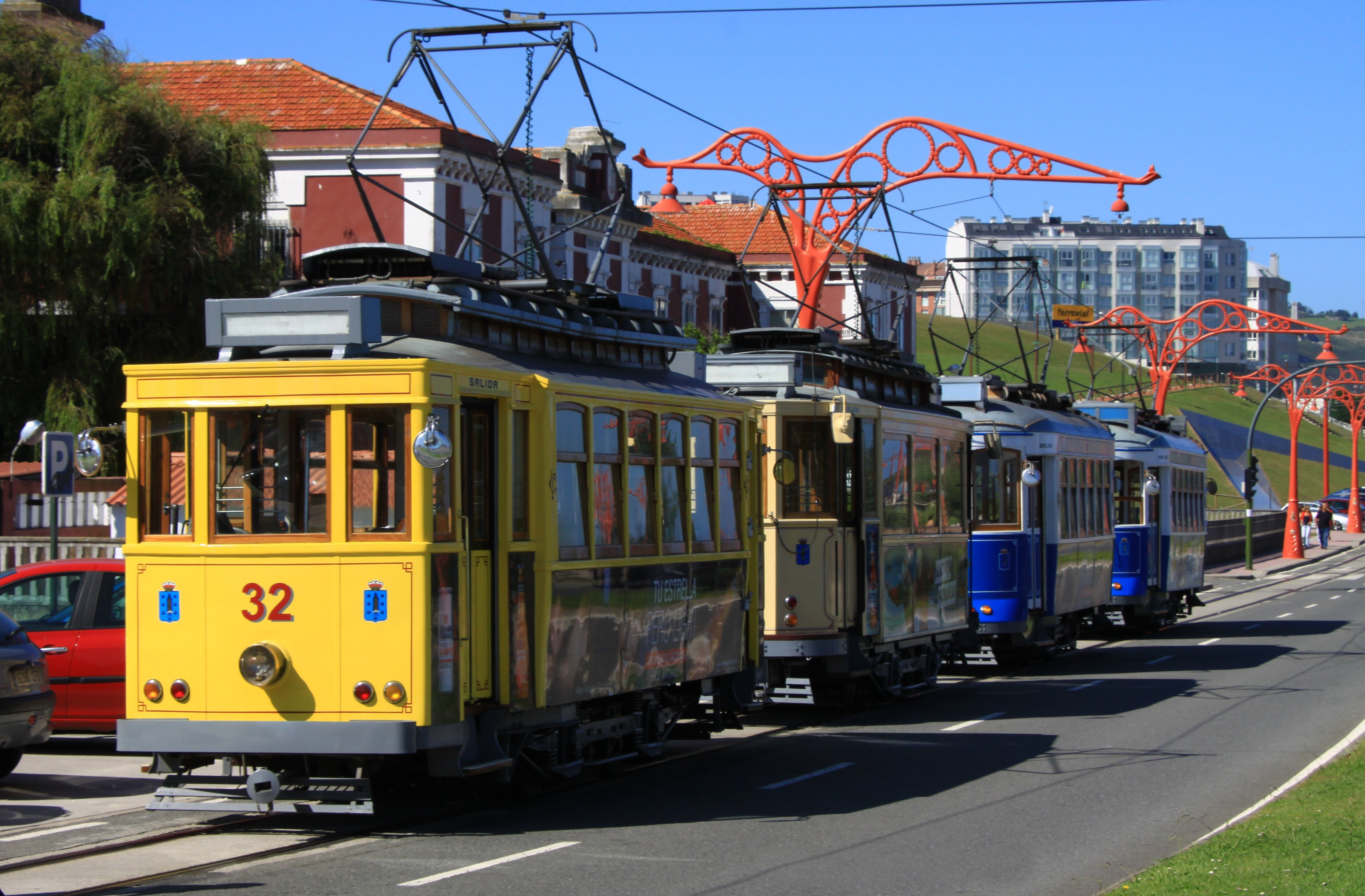
Tramvies.

| Autobús Urbà -Línies de la Compañía de Tranvías da Coruña- | Autobús Urbà -Línies de la Compañía de Tranvías da Coruña-                                             |
| Línia                                                      | Recorregut                                                                                             |
| ---------------------------------------------------------- | --- |
| Línia 1                                                    | Hospital Abente e Lago - Praza Pablo Iglesias                                                          |
| Línia 1A                                                   | Porta Real - A Pasaxe, Santa Gema                                                                      |
| Línia 2                                                    | Porta Real - Os Castros                                                                                |
| Línia 2A                                                   | Porta Real - Hospital d'Oza                                                                            |
| Línia 3                                                    | San Pedro de Visma, Igrexa - Adormideiras, Mercado                                                     |
| Línia 3A                                                   | San Pedro de Visma, Igrexa - Adormideiras, Mercado                                                     |
| Línia 4                                                    | Hércules, Mercado - Camilo Xosé Cela, Bloque 56                                                        |
| Línia 5                                                    | Adormideiras, Mercado - Espacio Coruña                                                                 |
| Línia 6                                                    | Hércules, Mercado - San Xosé                                                                           |
| Línia 6A                                                   | Hércules, Mercado - Bens                                                                               |
| Línia 7                                                    | Hércules, Mercado-Ambulatorio Ventorrillo                                                              |
| Línia 11                                                   | As Lagoas - Marineda City                                                                              |
| Línia 12                                                   | Emilio Glez.López, Manuel Azaña - Residencia, glorieta                                                 |
| Línia 12A                                                  | Praza do Conservatorio - Residencia, glorieta                                                          |
| Línia 14                                                   | Emilio Glez.López, Manuel Azaña - Praza Pablo Iglesias                                                 |
| Línia 17                                                   | Hércules, Mercado - Residencia, glorieta                                                               |
| Línia 20                                                   | Juan Flórez, 10 - A Pasaxe, Eirís                                                                      |
| Línia 21                                                   | Juana de Vega - Fraga do Eume                                                                          |
| Línia 22                                                   | Juan Flórez, 10 - A Pasaxe, Santa Gema                                                                 |
| Línia 23                                                   | Juana de Vega - Urbanización Breogán                                                                   |
| Línia 23A                                                  | Porta Real - Urbanización Breogán                                                                      |
| Línia 24                                                   | Juan Flórez, 10 - O Carón                                                                              |
| Bus Moucho                                                 | (Bus Moucho) Os Castros - Obelisco                                                                     |
| Universitat                                                | (Especial Universitat) Juan Flórez, 10 - Campus A Zapateira, Filoloxía                                 |
| *                                                          | Els busos de les línies 3, 6 i 23 s'intercanvien cada mes amb les línies 3A, 6A i 23A, respectivament. |

### Lloguer de bicicletes
Des de 2009 la ciutat té un servei públic de lloguer de bicicletes. EMVSA i l'ajuntament posen a disposició dels usuaris la targeta Millennium i el lloguer a diversos punts de la ciutat.

### Estacions de càrrega
L'ajuntament està col·laborant en la promoció de l'ús del cotxe elèctric. En diversos aparcaments de la ciutat i ha estacions de recàrrega de cotxes elèctrics. A l'aeroport d'Alvedro és possible llogar cotxes elèctrics per un preu simbòlic de 15 euros diaris.

## Cultura

### Museus

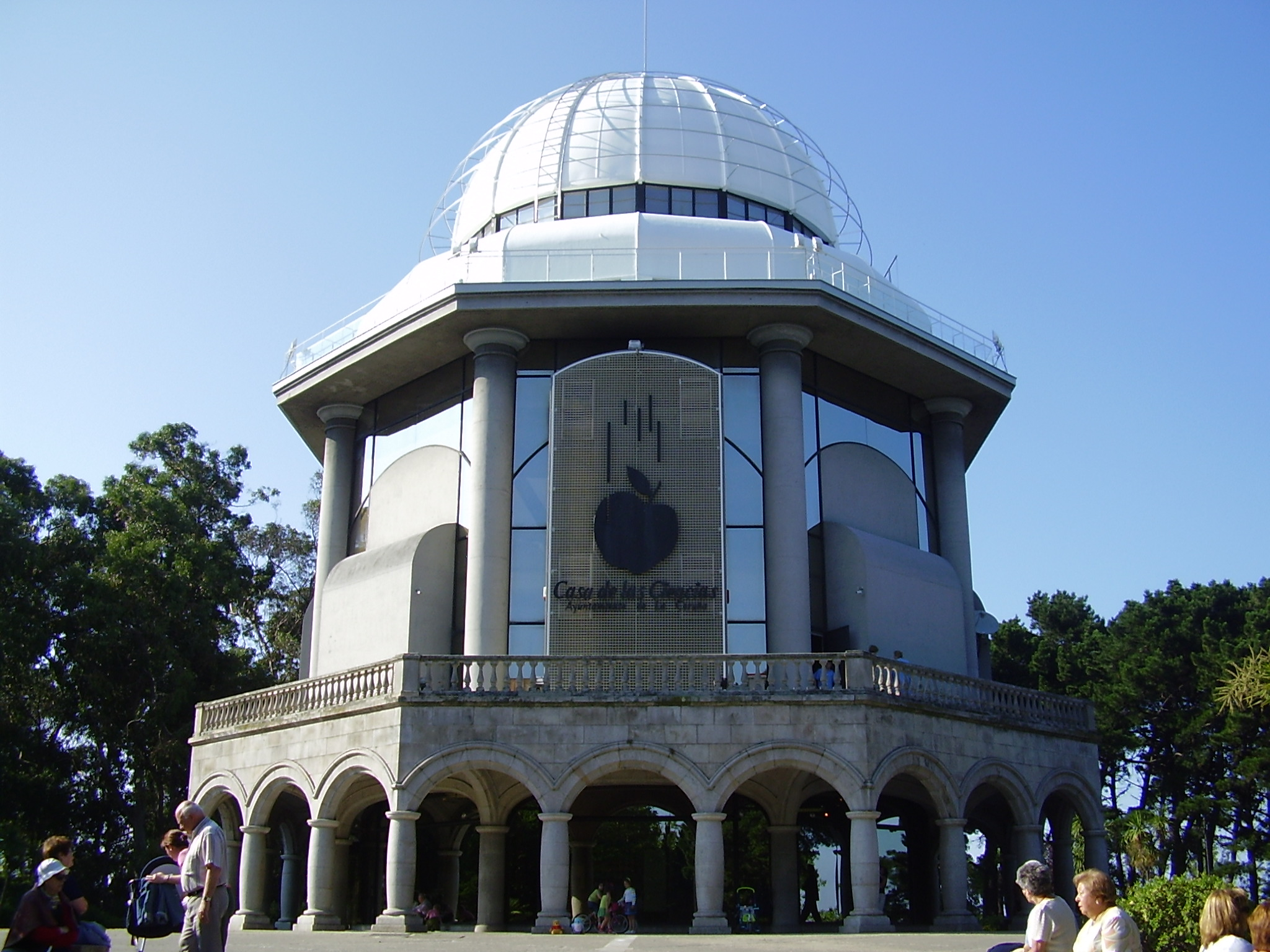
Casa de les Ciències

La Corunya disposa d'un gran nombre de museus dedicats a temàtiques diverses:
- Els Museus Científics Corunyesos:
  - La Casa de les Ciències, amb una exposició interactiva dedicada a les ciències i un planetari.
  - La Casa de l'Home o Domus, amb una exposició interactiva dedicada a l'ésser humà.
  - L'Aquarium Finisterrae, també conegut com a Casa dels Peixos.
- El Museu d'Art Contemporani Unión Fenosa (MACUF), que reuneix una mostra important de l'anomenat "moviment renovador" d'artistes gallecs.
- El Museu de Belles Arts, que disposa d'una ampla col·lecció de gravats de Goya.
- El Museu d'Art Sacre de la Col·legiata de Santa María do Campo.
- El Museu Arqueològic i Històric, situat al castell de Santo Antón, té peces procedents de jaciments de tota la província, així com una àmplia col·lecció d'escultura medieval.
- La Casa-Museu de Pablo Picasso, on va viure el pintor entre 1891 i 1895 i on s'exposen 27 reproduccions de les obres que va fer estant a la Corunya, ciutat en la qual va fer la seva primera exposició. Són retrats i caricatures que el jove artista (només tenia 12 anys) va fer per a la revista "La Coruña".
- El Museu Nacional de Ciència i Tecnologia (MUNCYT), inaugurat el 2012.

### Universitat
La Universitat de la Corunya té la seu i diversos campus a la Corunya (Elviña, A Zapateira, Riazor i Oza), tot i que també a Ferrol i Oleiros (Bastiagueiro). Actualment estudien a la universitat més de 24.000 estudiants. Ofereix titulacions úniques a Galícia i fins i tot a la zona nord-oest de la península, com Podologia, Arquitectura, Arquitectura Tècnica, Sociologia i Ciència Política i de l'Administració, Disseny Industrial, Enginyeria Naval (a Ferrol) o Enginyeria de Camins, Canals i Ports.
A la ciutat hi ha també un centre associat a la Universitat Nacional d'Educació a Distància i a la Universitat Internacional Menéndez Pelayo.

### Festes
- Nit de Sant Joan
- Carnaval
- Fira medieval
- Fira d'Artesania Mostrart
- Festes de María Pita
- Festes del Roser
- Fira del Llibre
- Romeria de Santa Margarida
- Festival d'Havaneres
- Saló del Còmic
- Certamen Cases Regionals

### Esports
- Deportivo de la Corunya
- Club Básquet Coruña
- Hockey Club Liceo
- Real Club Náutico da Coruña
- Club de Rugby Arquitectura Técnica
- Towers Football
- Bandeira Teresa Herrera

## Llocs d'interès

### Torre d'Hèrcules

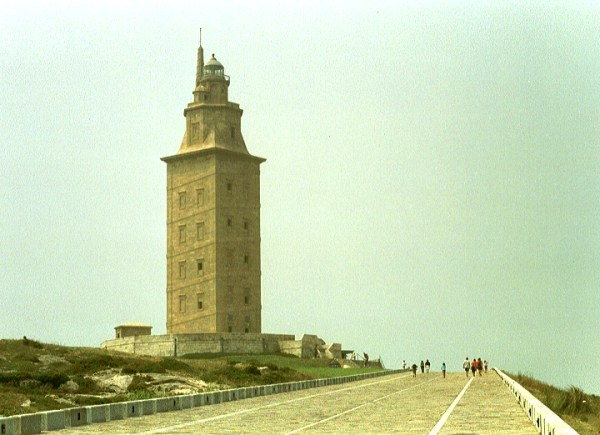
Torre d'Hèrcules.

La Torre d'Hèrcules és el monument més conegut i visitat de la ciutat. Situada en una petita península, té una altura de 68 metres i és l'únic far d'origen romà en funcionament al món actualment. Es va construir al segle ii durant l'època de Trajà. En una inscripció en la pedra consta el nom de C. Servius Lupus, arquitecte de la regió de la Lusitània, i la dedicació de la torre a Mart August. La façana actual, neoclàssica, és fruit de la seva restauració durant el segle xvii. Es pot accedir al cim de la torre per una escala interior de 239 esglaons. Des d'allà hi ha unes vistes magnífiques de la ria i la ciutat.
El 27 de juny de 2009 va ser proclamada Patrimoni de la Humanitat a Sevilla per la Comissió de Patrimoni Mundial de la UNESCO.
Al costat de la torre hi trobem la Rosa dels Vents de Xabier Correa Corredoira (1994), que inclou en els seus motius per una banda els països celtes i per l'altra Tarsis, pàtria d'origen de Gerió, que va ser derrotat per Hèrcules segons la llegenda.

### Passeig marítim

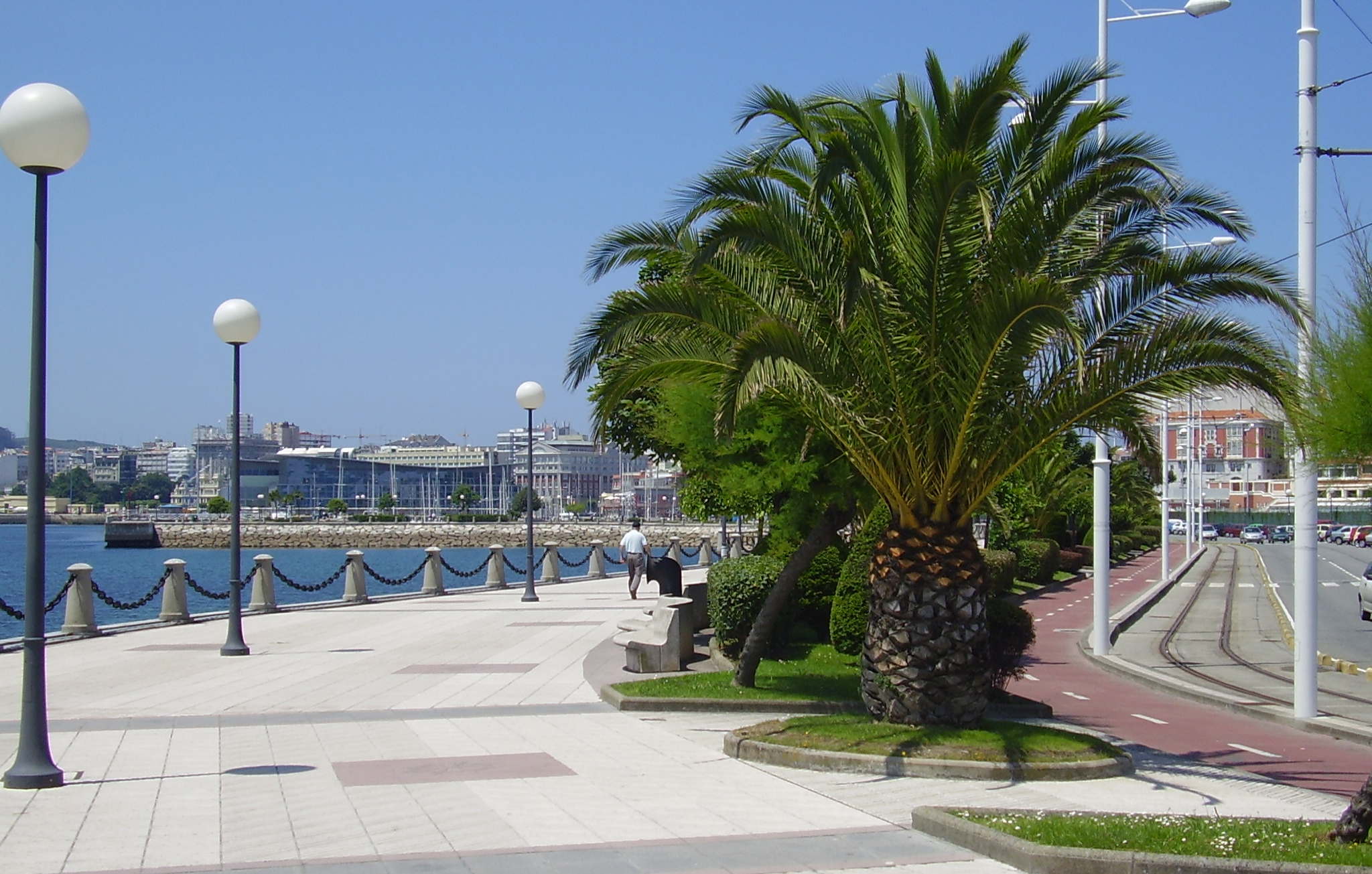
Passeig marítim.

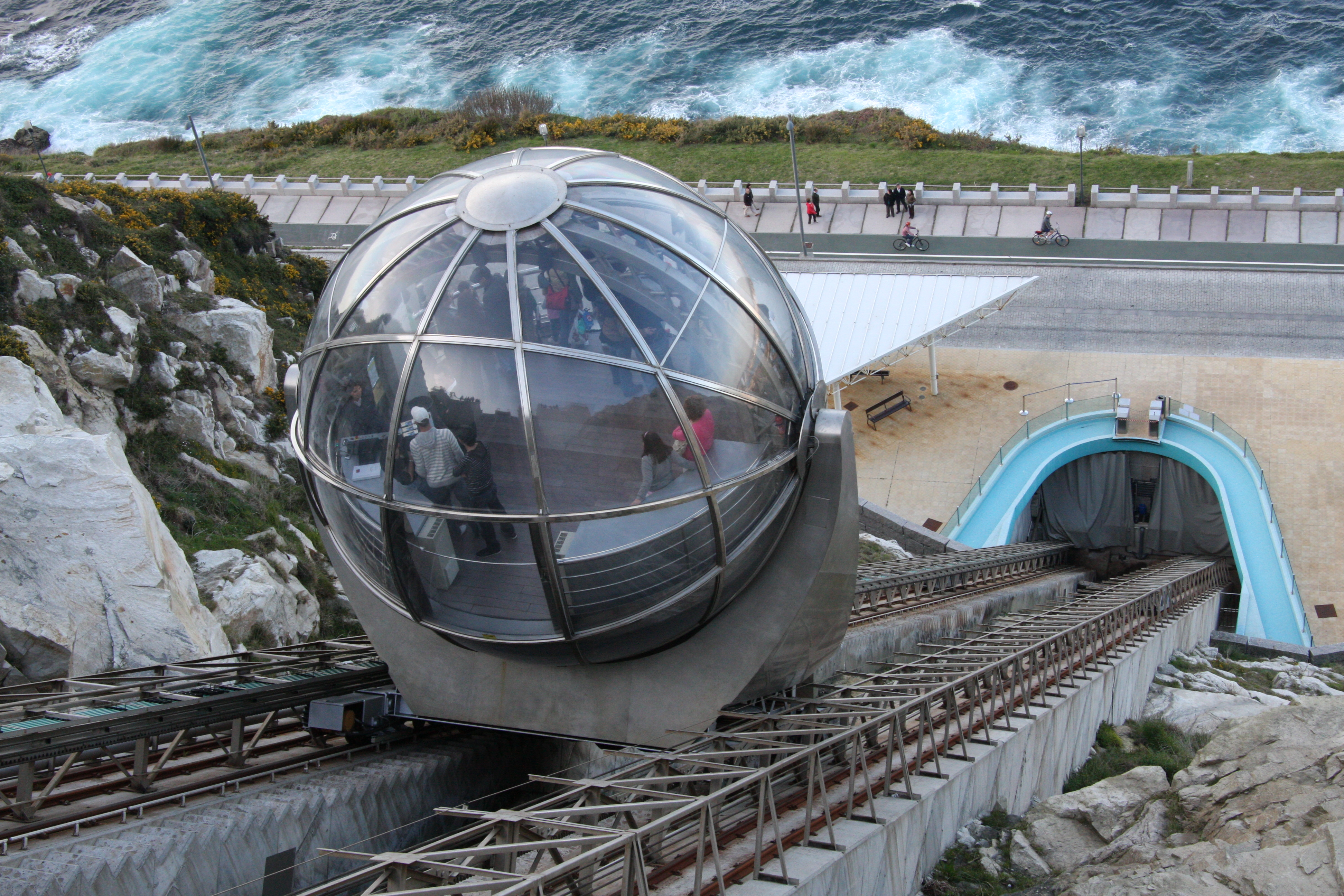
Ascensor panoràmic del Monte de San Pedro.

La Corunya té el passeig marítim més llarg d'Europa, amb uns 13 quilòmetres continus a la vora del mar. El passeig marítim passa per molts llocs d'interès de la ciutat, com la Casa de l'Home, la Casa dels Peixos, la Torre d'Hèrcules o el Castell de Santo Antón, i es pot recórrer a peu, automòbil, bicicleta o tramvia.
L'obertura de l'últim tram del passeig va revelar una cara desconeguda de la ciutat, que permet admirar caminant la força de l'oceà Atlàntic. També cal destacar l'Ascensor panoràmic del Monte de San Pedro, que ofereix bones vistes de la ciutat. Els següents trams del passeig van més enllà dels límits del municipi, amb espais verds i zones d'esbarjo.

### A Mariña

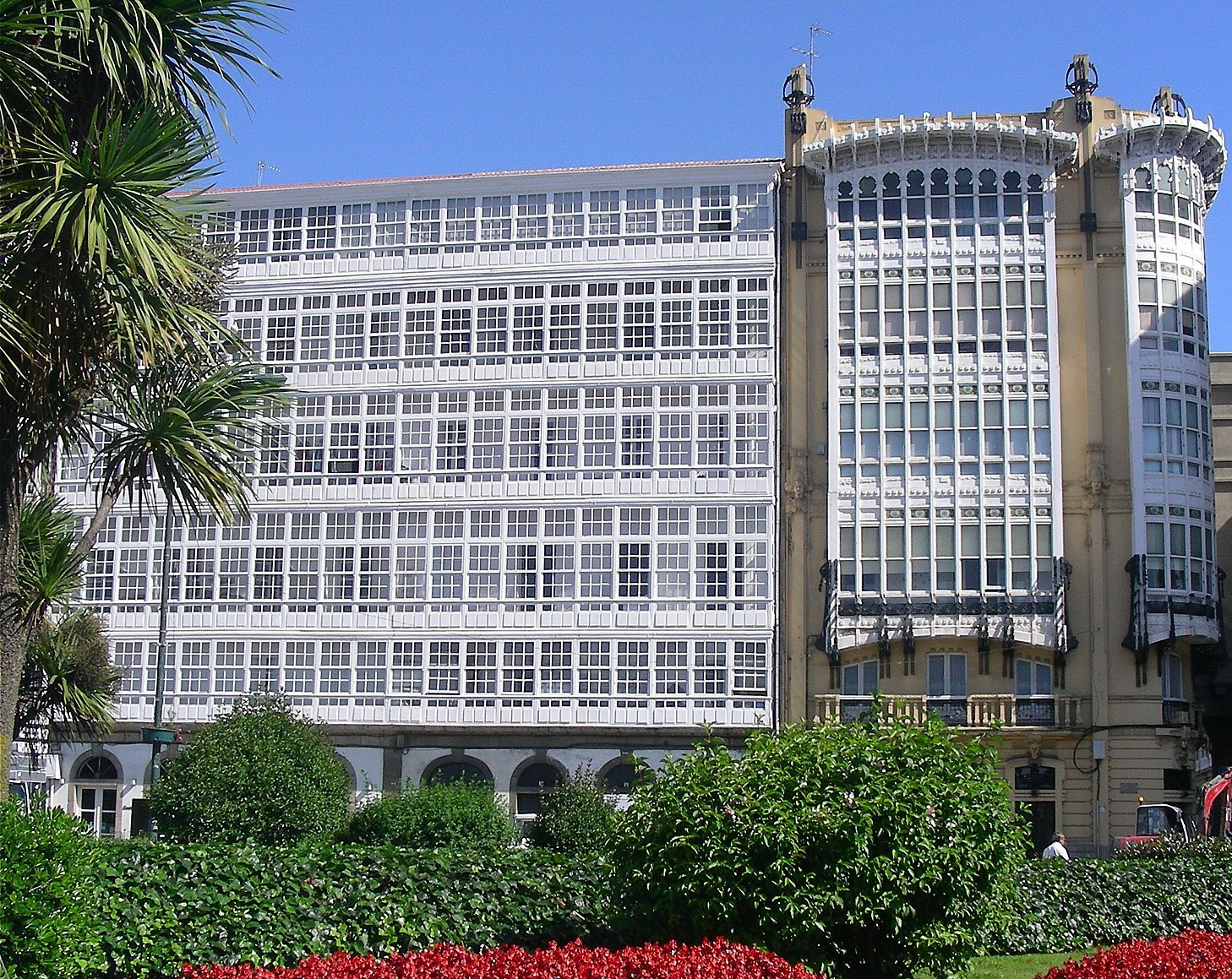
Un dels atractius turístics de La Corunya són les seves galeries.

El barri d'A Mariña (en català, La Marina) és una de les zones més destacades de La Corunya, situat al costat del port. A les façanes de les cases d'aquest barri trobem les famoses galeries que li donen renom mundial, fins al punt que la ciutat és coneguda com la Ciutat de Vidre.
Aquestes galeries, típiques de les Rías Altas, es van començar a construir a finals del segle xviii i principis del segle xix per protegir les terrasses i balcons del vent i la brisa marina. Tenen detalls i adornaments minuciosos, en què predominen els contrastos de blancs, verds i vermells.

### Monuments
A part de la Torre d'Hèrcules, cal destacar altres monuments de la ciutat:
- Col·legiata de Santa María do Campo (s.XIII), que pertany al romànic de transició al gòtic. Cal destacar la portalada principal i les figures interiors.
- Església de Santiago (s.XII), romànica. Destaquen la portalada de Santiago i els capitells, escuts i sepulcres a l'interior.
- Convent de San Domingos (s.XVIII), d'estil barroc gallec i planta de creu llatina.
- Obelisc d'Os Cantóns
- Castro d'Elviña
- Plaça d'As Bárbaras, on hi ha el Convent de les Clarisses.
- Conjunt històric de la Ciutat Vella
- Monument a Emilia Pardo Bazán, de Curros Enríquez
- Jardins de San Carlos (i tomba de Sir John Moore)
- Palau de María Pita (Palau municipal), a la plaça homònima.
- Casa del Sol
- Castell de Santo Antón (s.XVI) i museu provincial.
- Obelisc Millenium, inaugurat l'any 2000 representa la història de la ciutat i de Galícia.
- Cementiri de Santo Amaro

### Platges

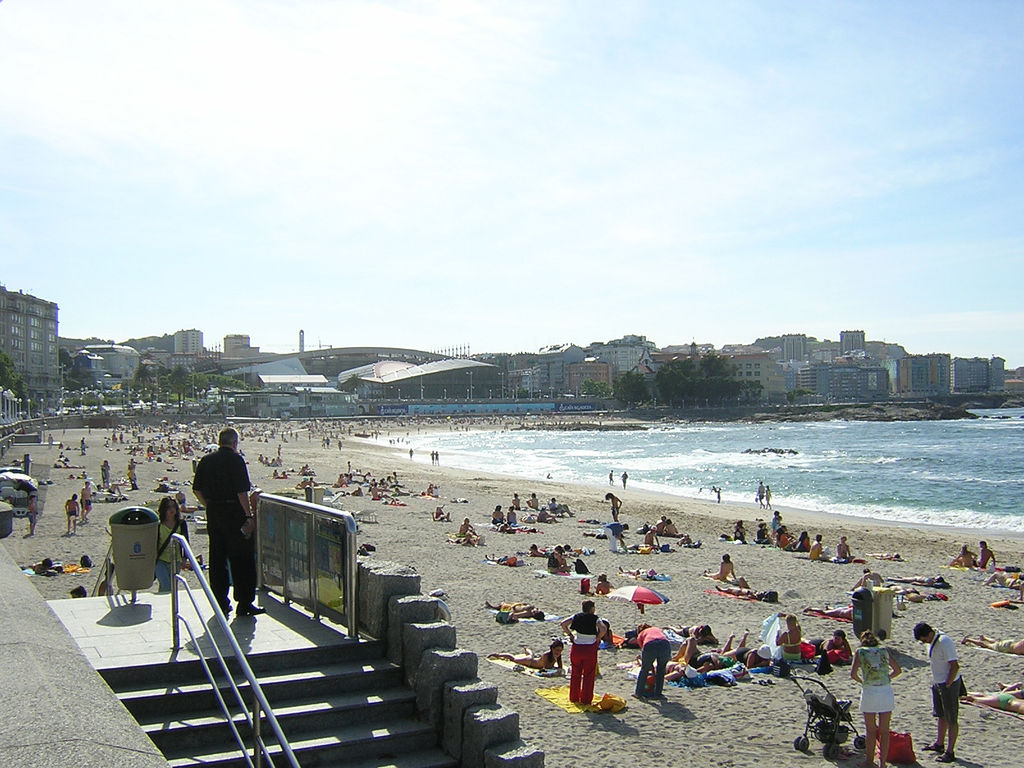
Platja de Riazor

La Corunya té diversos quilòmetres de platges, essent les més conegudes les de Riazor i l'Orzán per la seva situació en ple centre de la ciutat. Les dues aconsegueixen any rere any la bandera blava, el màxim distintiu atorgat per l'organització privada Fundació Europea d'Educació Ambiental per certificar la qualitat de la platja i les seves infraestructures. El 2012, a més d'aquestes dues, també tenen el distintiu de bandera blava les platges corunyeses d'As Lapas, Matadoiro, Oza i San Amaro. La ciutat disposa de dues platges més sense bandera blava: Adormideiras i San Roque.

### Zones comercials i d'oci
La zona comercial tradicional la forma el carrer Real, al barri d'A Pescadería. Aquest carrer per als vianants continua sent el principal eix comercial i de lleure dels corunyesos. Al seu voltant han sorgit noves artèries comercials com els carrers Olmos, Galera, Barrera i Franxa (on es troben les marisqueries més típiques de la ciutat); el carrer Rego d'Auga, amb la seu del Teatre Rosalía, la Biblioteca de la Diputació i el Centre Cultural Caixanova o la plaça de l'Humor. Cal destacar el recentment inaugurat centre comercial Marineda City, el més gran d'Espanya i el tercer d'Europa.
La zona d'oci nocturn de la ciutat és l'Orzán, situat a la vora de la platja del mateix nom. Als carrers principals com Juan Canalejo, Sol i A Torre es troben la majoria de pubs i locals d'oci nocturn. Altres zones que cal destacar són Juan Flórez, Praza de España, Matogrande, Expocoruña i la Ciutat Vella (Plaça d'Azcárraga i carrer Santo Domingo).

## Ciutats agermanades
La Corunya està agermanada amb les següents ciutats:
- Brest, França
- Cadis, Espanya
- Caracas, Veneçuela
- Mar del Plata, Argentina
- Mariglianella, Itàlia
- Recife, Brasil

## Corunyesos il·lustres
- María Pita (Maria Major Fernández de Cambra i Pita) (1565-1643), heroïna de la ciutat.
- José Andrés Cornide Saavedra (1734-1803), escriptor.
- Ramón de la Sagra (1798-1871), filòsof i economista.
- Cristina Villó (1818-1853), soprano.
- José Sánchez Bregua (1818-1897), militar.
- Marcial del Adalid (1826-1881), compositor.
- Aureliano Linares Rivas (1841-1903), polític.
- Emilia Pardo Bazán (1851-1921), novel·lista, assagista i periodista.
- Román Navarro García de Vinuesa (1854-1928) militar i pintor.
- Eduardo Dato e Iradier (1856-1921), polític.
- Ramón Menéndez Pidal (1869-1968), escriptor.
- José Millán Astray (1879-1954), militar.
- Enrique Hervada García-Sampedro (1883-1953), metge.
- Santiago Casares Quiroga (1884-1950), polític i advocat.
- Roberto Novoa Santos (1885-1933), psicòleg i metge.
- Wenceslao Fernández Flórez (1885-1964), humorista i periodista.
- Pedro Barrié de la Maza (1888-1971), empresari.
- Juan Tizón Herreros (1895-1945), polític.
- Salvador de Madariaga (1896-1978), escriptor i poeta.
- Ramón Torrado (1905), director de cinema.
- Xan das Bólas, (1908-1977), actor.
- Fernando Rey (1917-1994), actor.
- Amando de Ossorio (1918-2001), director de cinema.
- María Casares (1922-1996), actriu.
- Luis Suárez Miramontes (1935), jugador de futbol.
- Amancio Amaro Varela (1939), jugador de futbol.
- Varela Silvari, José María (1848-1926) compositor i crític musical.
- Francisco Vázquez Vázquez (1946), polític.
- Emilio Pérez Touriño (1948), polític
- Manuel Rivas Barros (1957), escriptor, poeta i periodista.
- Nancho Novo (1958), actor.
- Fernando Romay (1959), jugador de bàsquet.
- Maria Pujalte (1966), actriu.

## Galeria fotogràfica

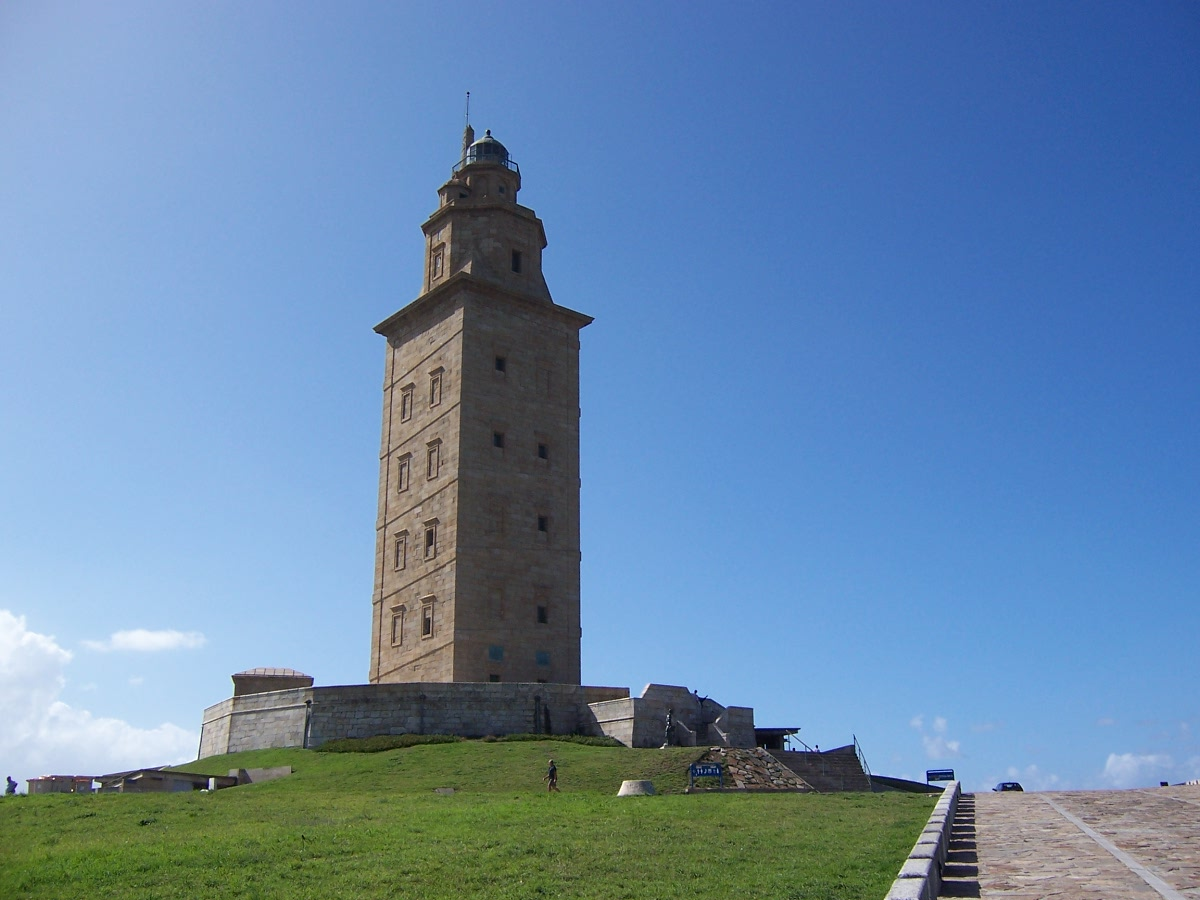
Torre d'Hèrcules
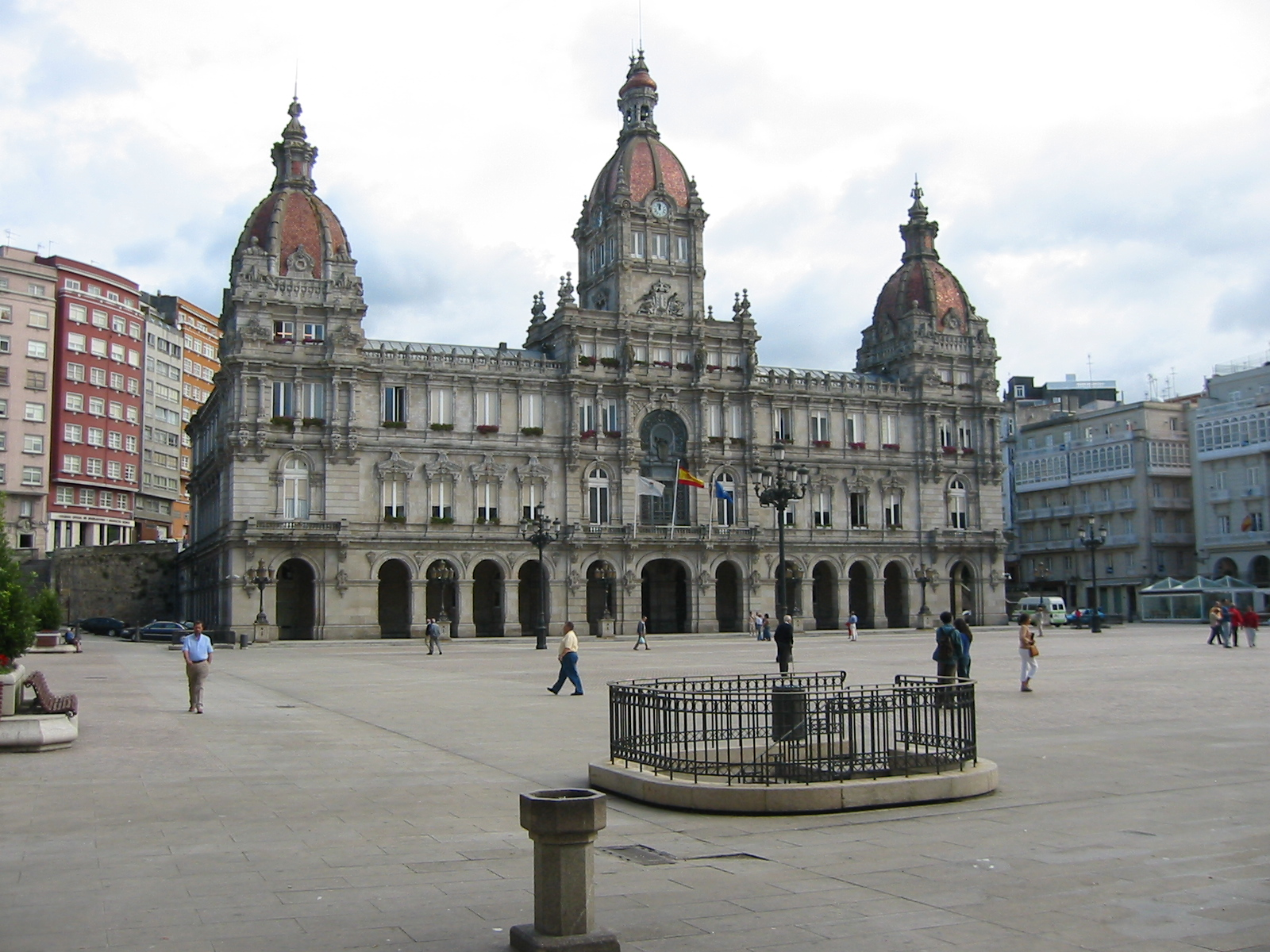
Plaça de María Pita
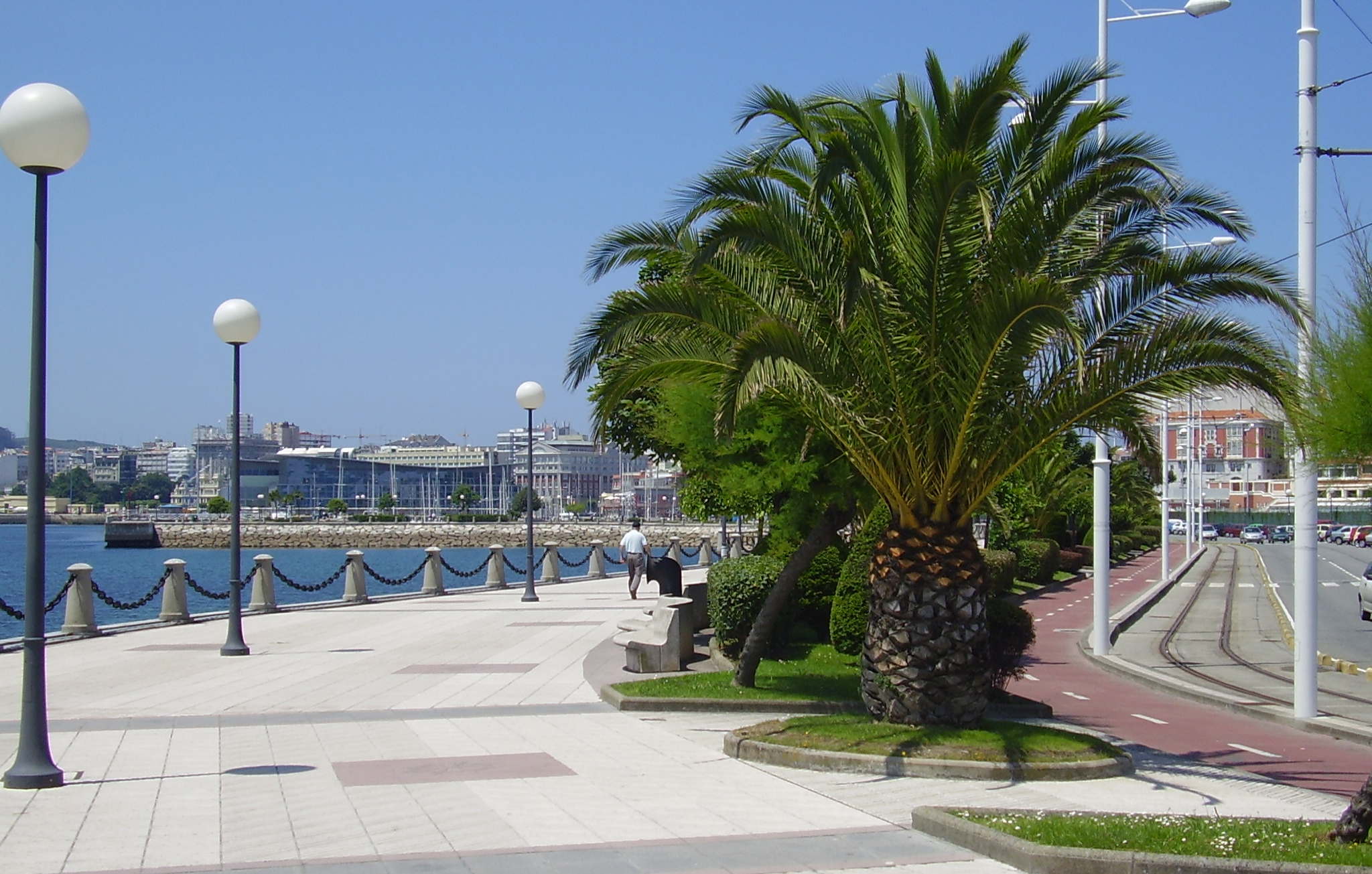
Passeig marítim
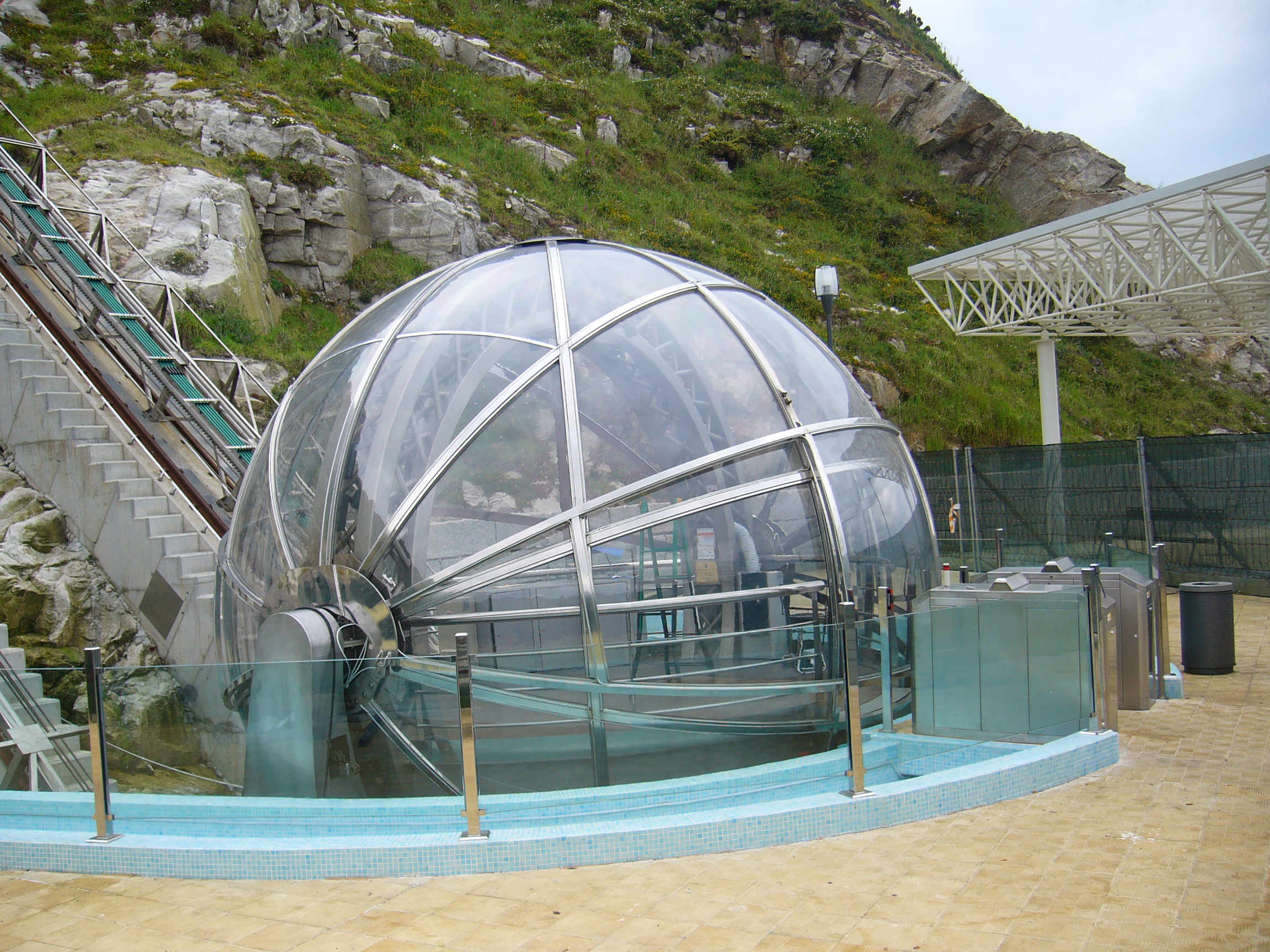
Ascensor panoràmic del Monte de San Pedro
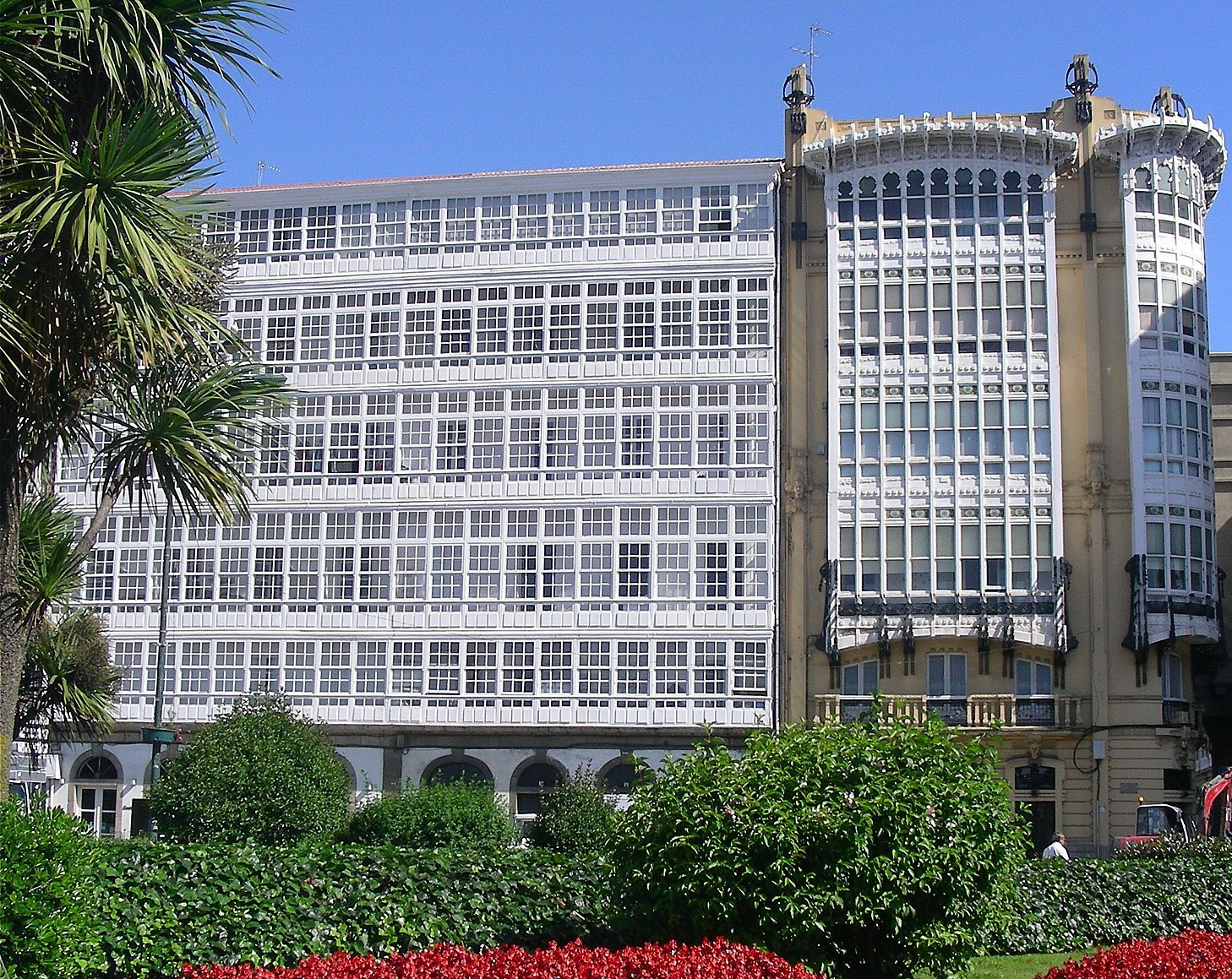
Galeries al barri d'A Mariña
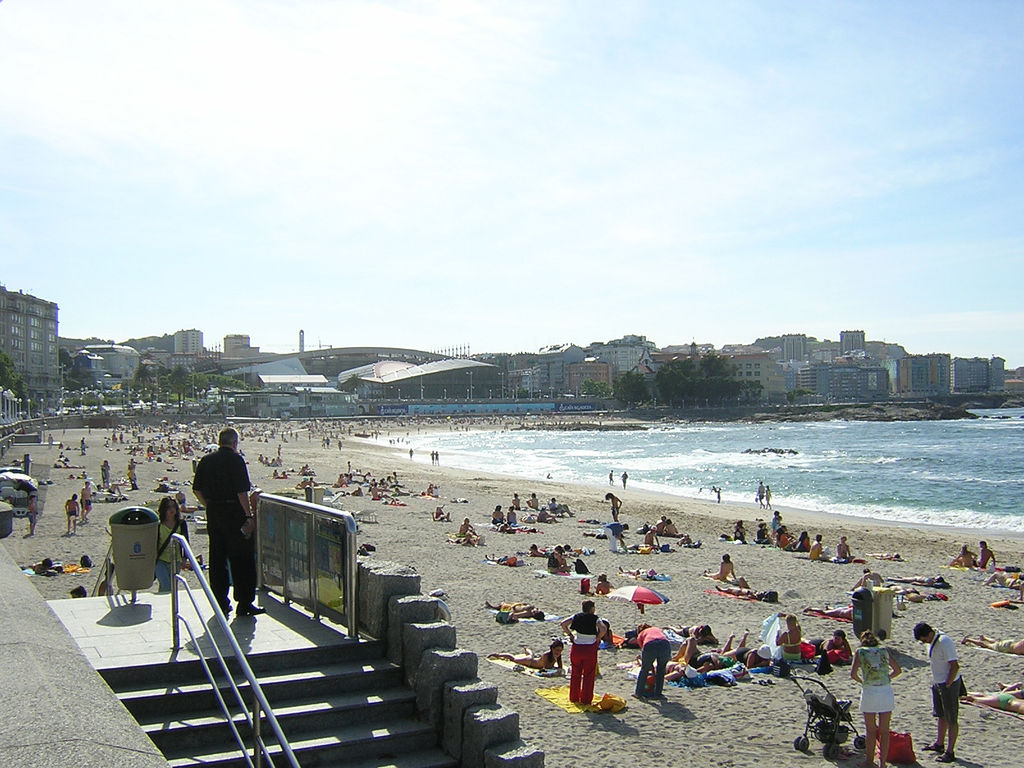
Platja de Riazor
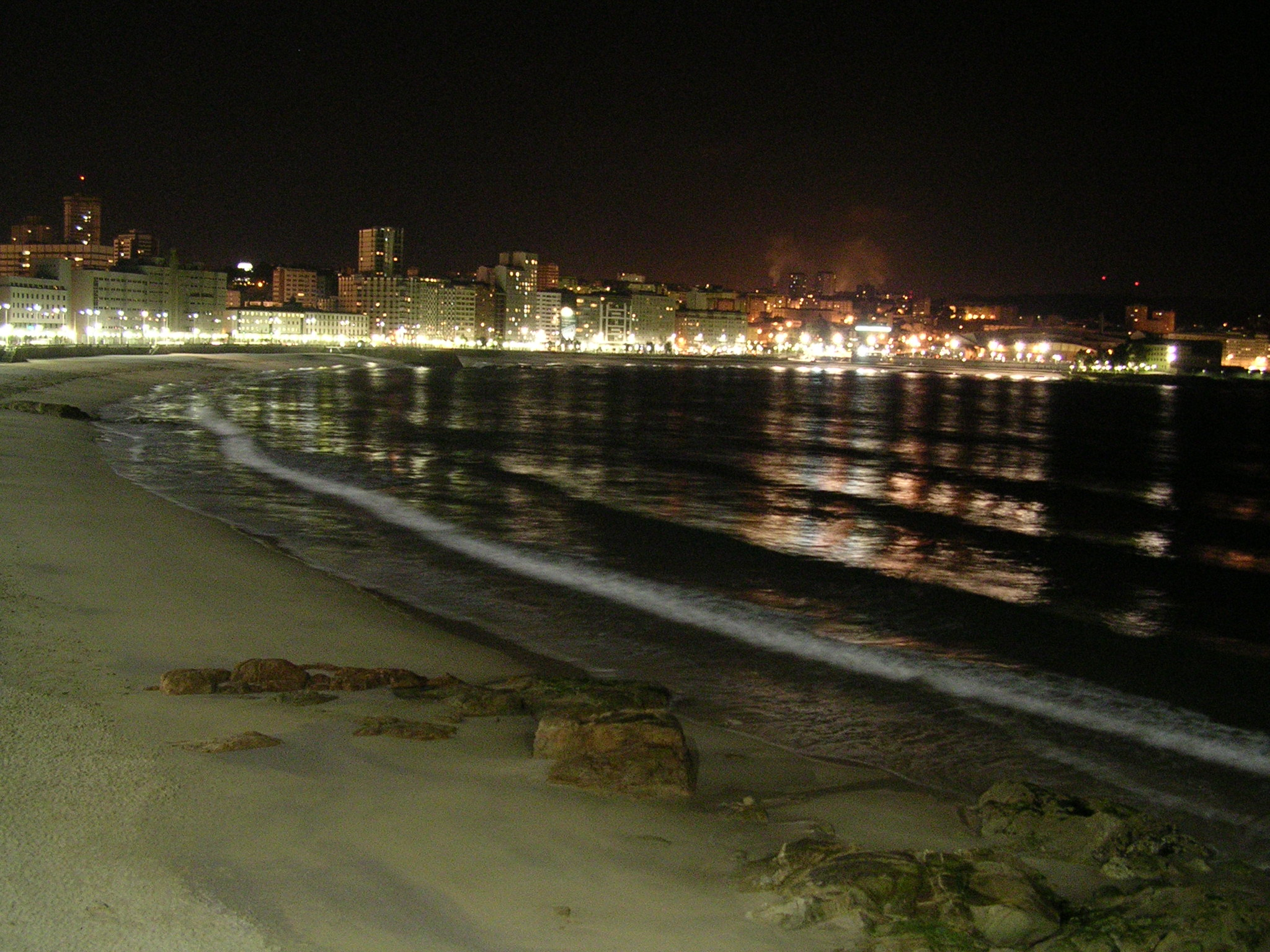
Platja de l'Orzán
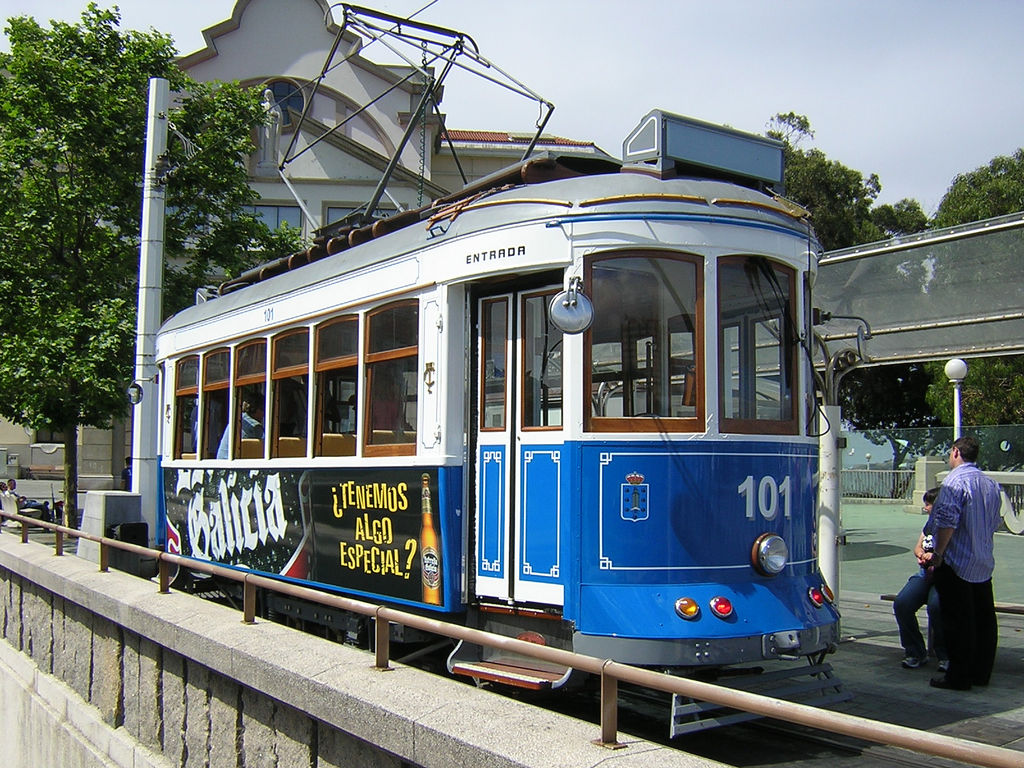
Tramvia de la Corunya
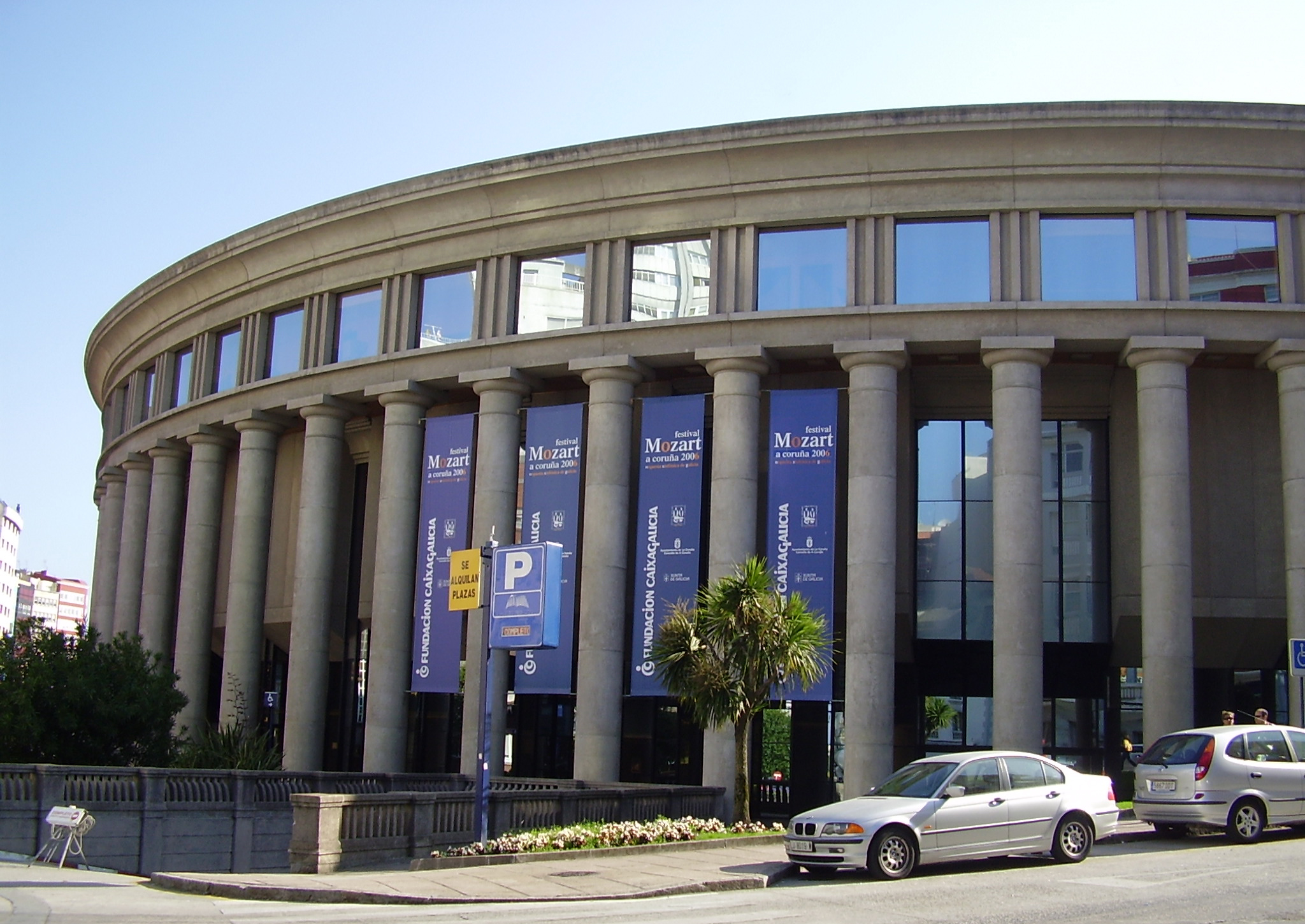
Palau de l'Òpera
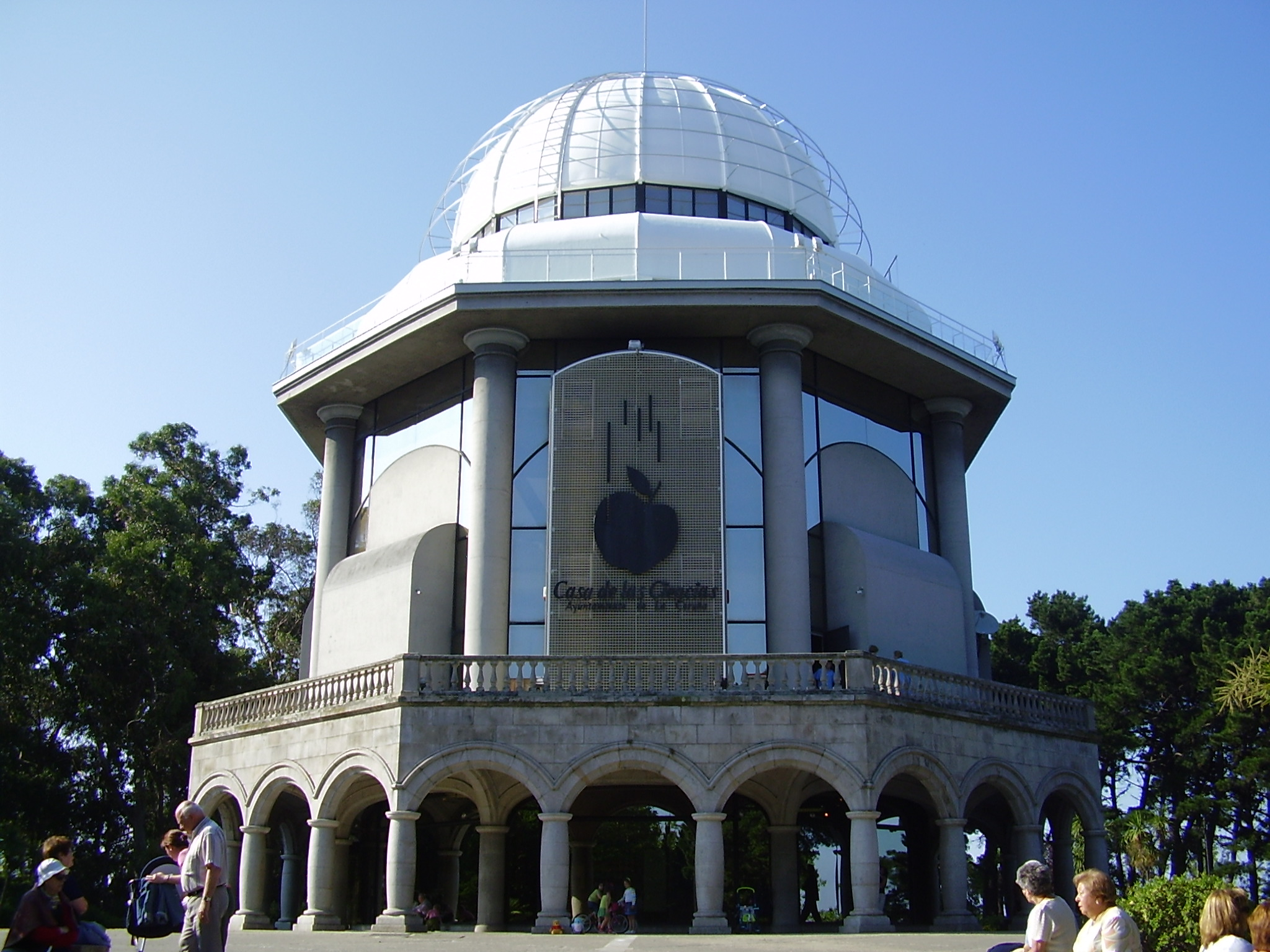
Casa de les Ciències
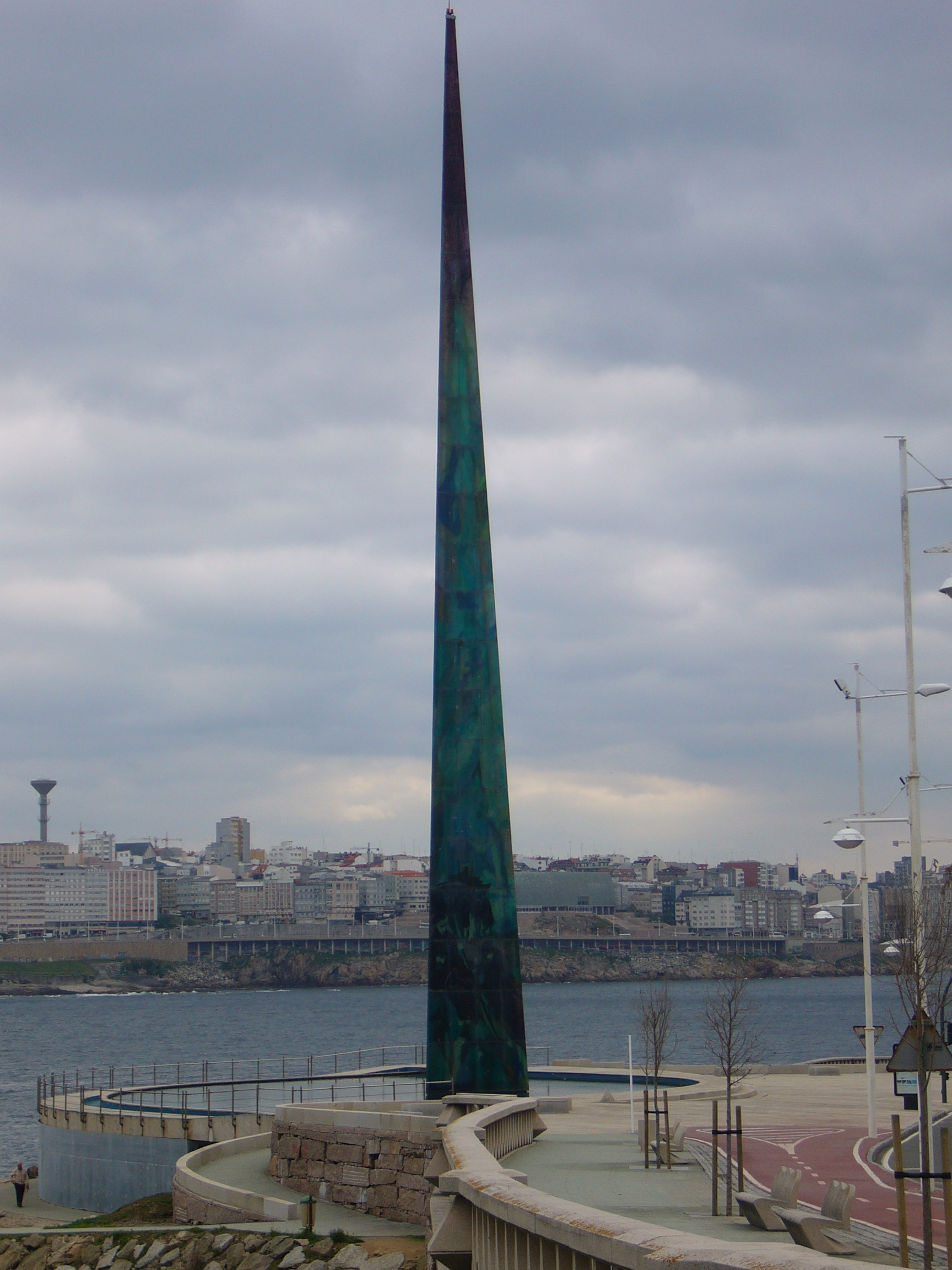
Obelisc Millenium
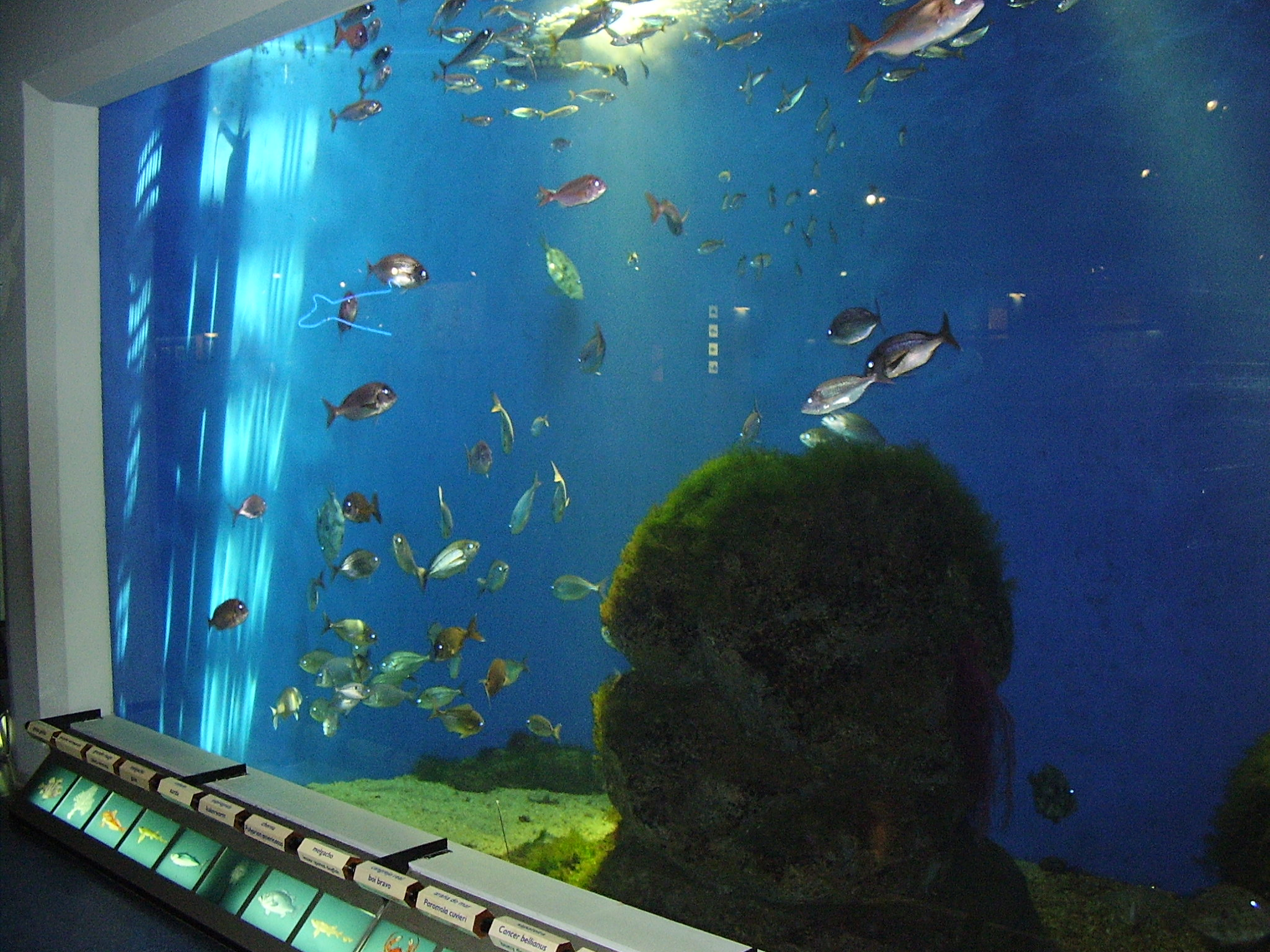
Peixos a l'Aquarium Finisterrae
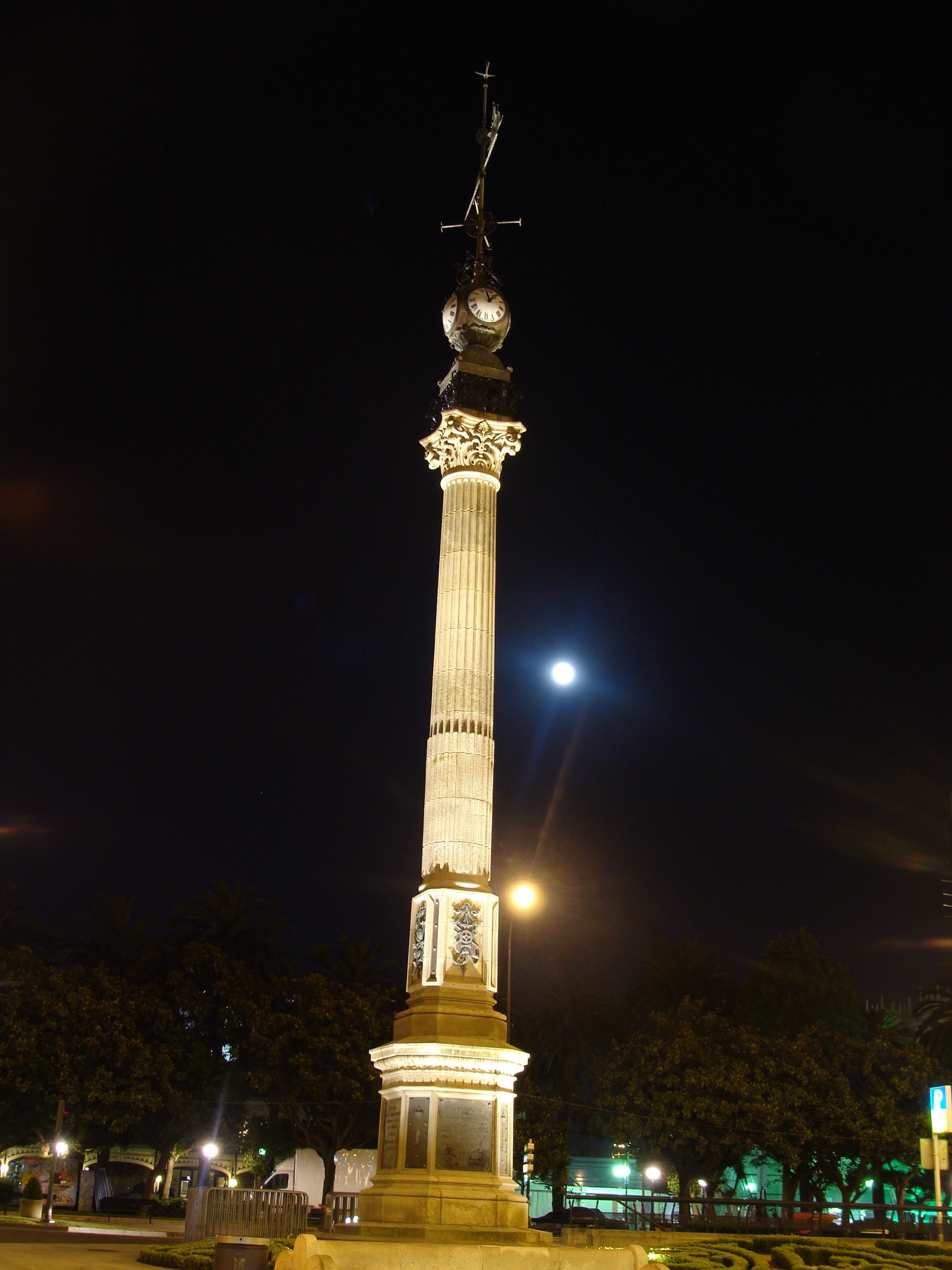
Obelisc d'Os Cantóns
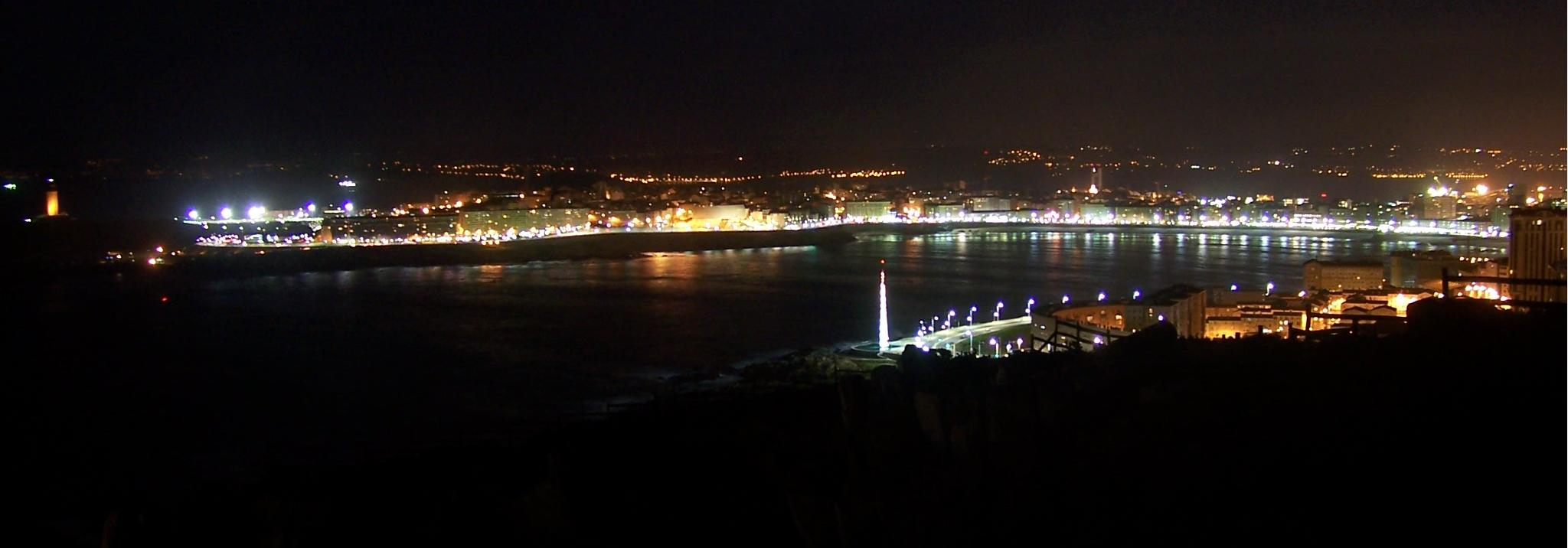
Badia de l'Orzán
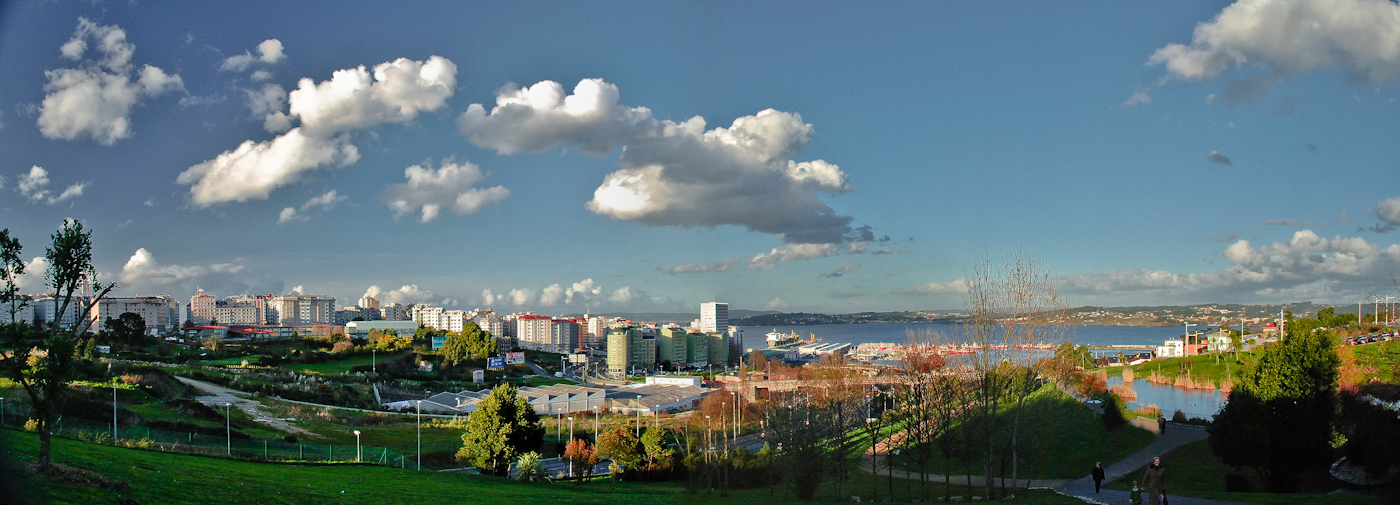
Ria i port pesquer
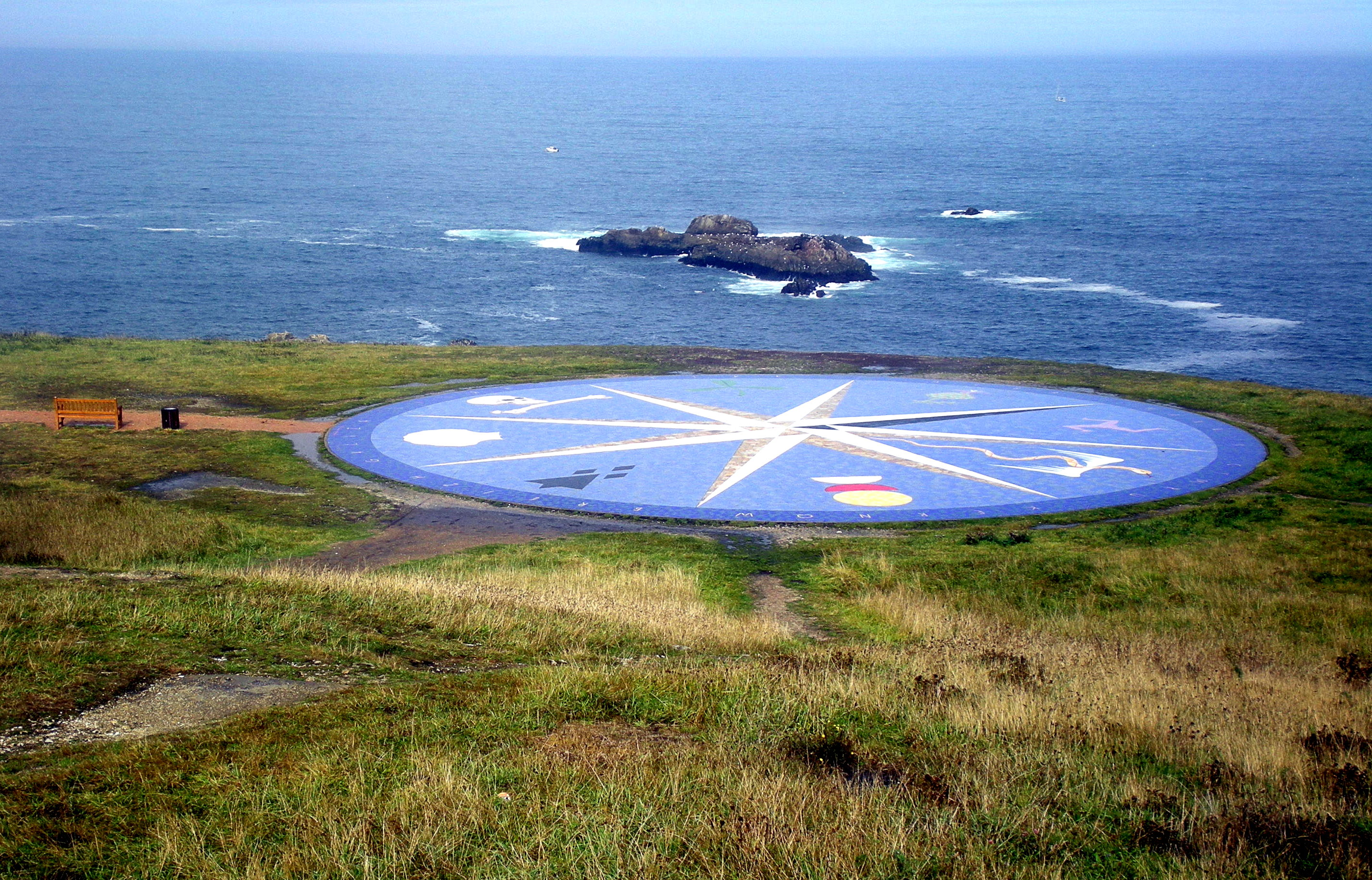
Rosa dels Vents